# Canaletto
Ne pas confondre avec Bernardo Bellotto, neveu de Giovanni Antonio Canal et nommé « Canaletto » comme lui.
Pour les articles homonymes, voir Canal.
Giovanni Antonio Canal (Venise, 18 octobre 1697 - Venise, 19 avril 1768), plus connu sous le nom de Canaletto, est un peintre et graveur vénitien auteur de panoramas (vedute) de Venise.
Il est l'un des représentants les plus importants, avec Bernardo Bellotto et Francesco Guardi, du « védutisme » (ou peinture de paysages urbains) italien. Avec Giambattista Pittoni et Giovanni Battista Tiepolo, il est l'un des principaux Vieux maîtres italiens de la Renaissance vénitienne.
Ses peintures marient la rigueur géométrique de la perspective avec une représentation lumineuse du jeu des ombres et lumières, alliant l'ordonnancement des bâtiments avec le grouillement de la vie sur les eaux du grand canal ou la représentation commémorative des événements solennels et fastueux. Ces représentations résultent à la fois d'une observation attentive de l'atmosphère, du choix de conditions précises de lumière pour chaque moment particulier de la journée et d'un dessin objectif selon les principes de la géométrie.

## Biographie

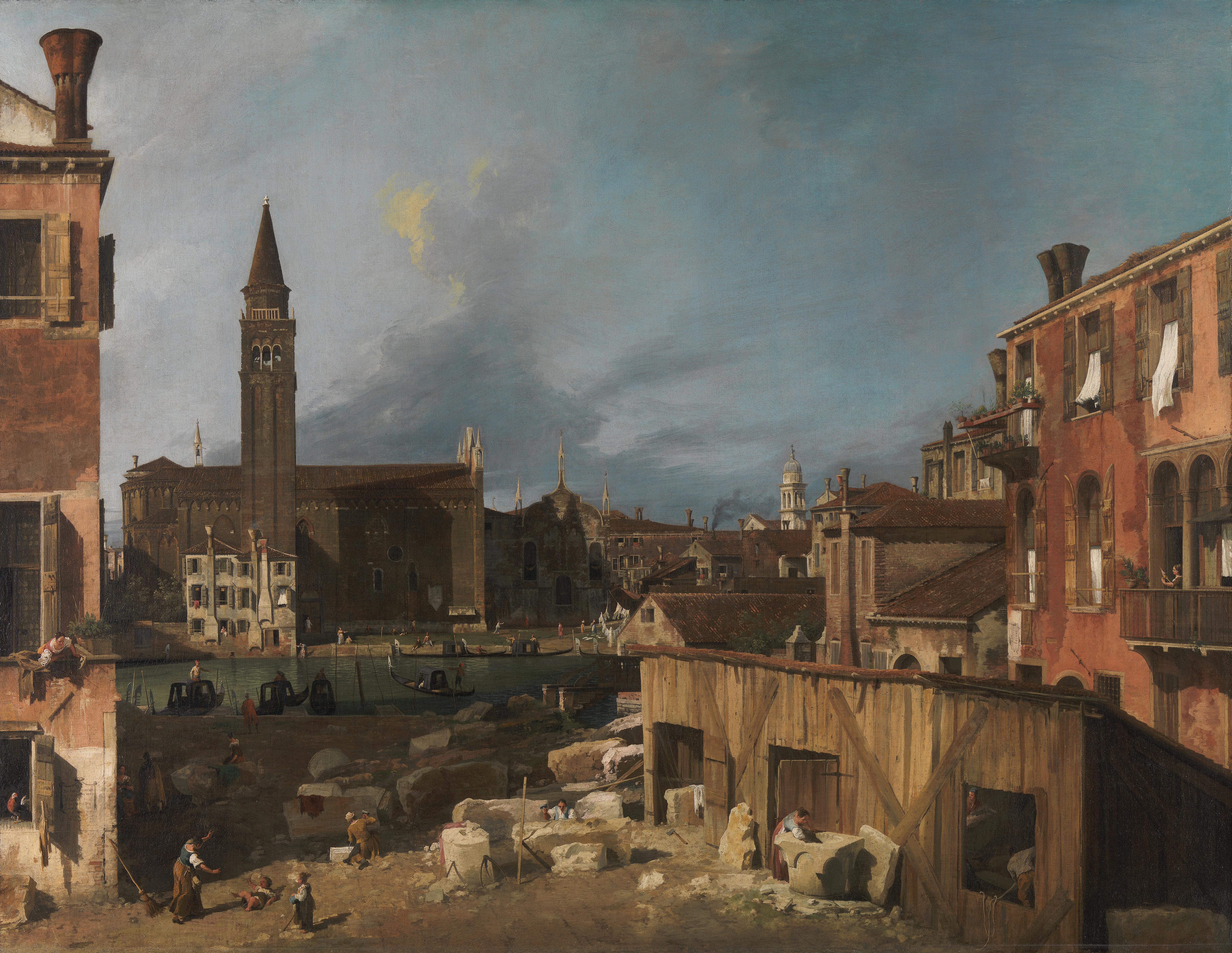
La Cour du tailleur de pierre (vers 1725, National Gallery, Londres).

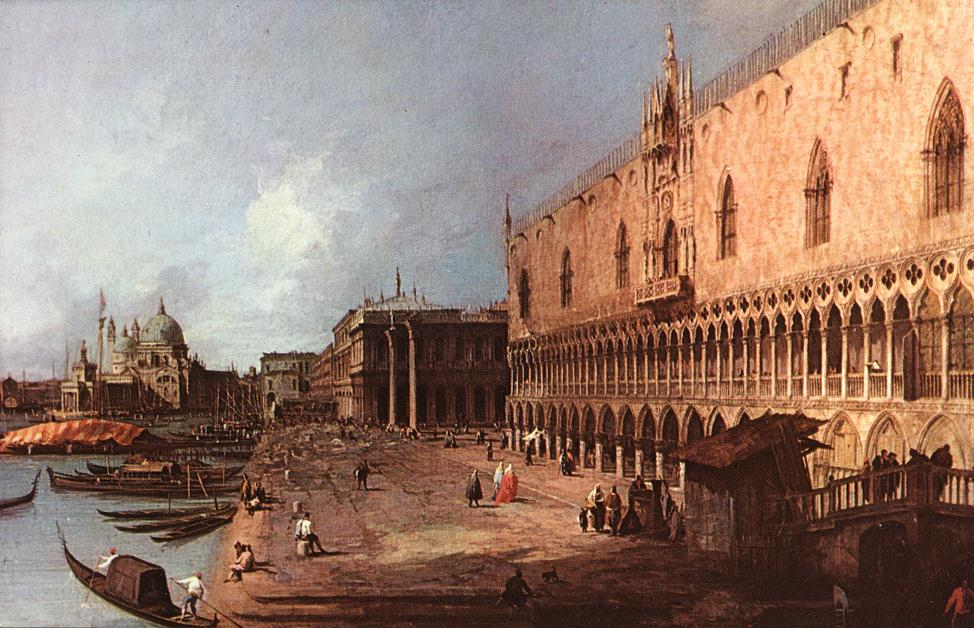
Le Palais des doges (1725, Columbus, Columbus Museum of Art).

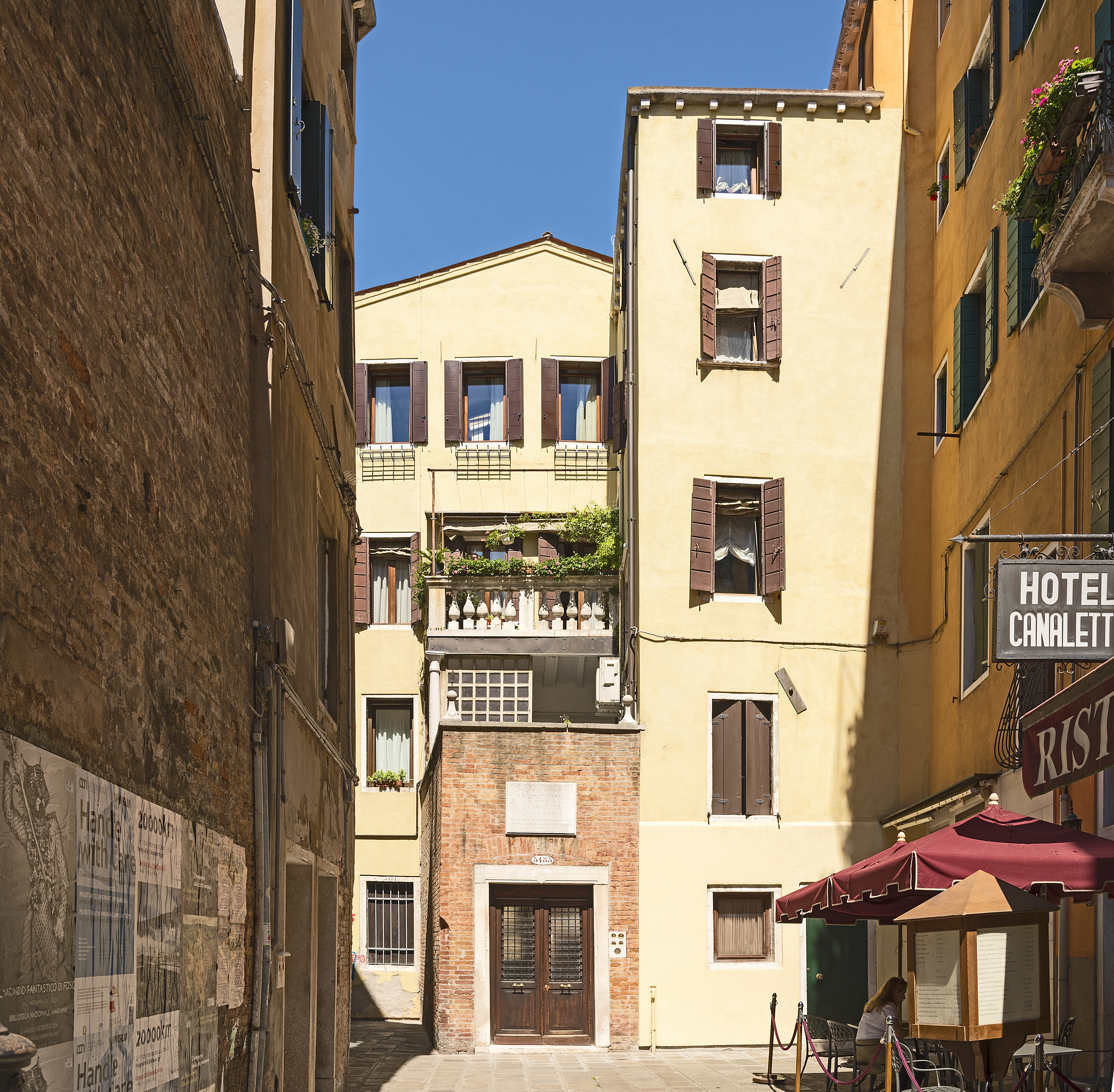
Maison de Canaletto, dans le quartier de Castello à Venise.

### Jeunesse et formation
Giovanni Antonio Canal naît dans la paroisse de San Lio, près du Rialto. Il est fils d'un artiste vénitien, Bernardo Canal, peintre de scénographies et de décors de théâtre qui bénéficie d'une évidente autorité et d'une certaine aisance. Il existe bien à Venise une famille (da) Canal inscrite sur la Liste de familles nobles de Venise, mais sans lien avec Giovanni Antonio.
C'est dans l'atelier du père que Canaletto apprend la peinture. Dès 1716, il aide son père, avec son frère Cristoforo, à peindre les décors pour deux œuvres de Vivaldi et Fortunato Chelleri, représentées aux théâtres Sant'Angelo et San Cassiano à Venise.
En 1720, le jeune Giovanni est à Rome avec son père Bernardo pour réaliser les décors de deux drames théâtraux d'Alessandro Scarlatti, Tito Sempronio Gracco et Turno Aricino, que l'on joue au carnaval au Teatro Capriciana. Le livret mentionne que les décors sont réalisés par Bernardo Canal et son fils Antonio. Le voyage à Rome est décisif pour Giovanni Antonio Canal. C'est là qu'il a les premiers contacts avec les peintres du védutisme. Trois importants artistes qui excellent dans le genre des vedute constituent des références : le premier est Viviano Codazzi (1604 – 1670), qu'Antonio n'a pu connaître de son vivant, le second est Giovanni Paolo Panini et le troisième est le hollandais Caspar van Wittel (appelé ultérieurement Gaspare Vanvitelli), considéré comme l'un des pères du vedutismo.
Les premières œuvres qui sont attribuées à Canaletto remontent aux années de son séjour à Rome, même si pour certaines la paternité n'est pas encore assurée : ce sont Sainte Marie d'Aracœli et le Capitole et Temple d'Antonin et Faustine. Ces œuvres montrent un Giovanni Antonio Canal qui commence à s'affirmer, notamment dans le rendu impeccable de la perspective.

### Les premières commandes

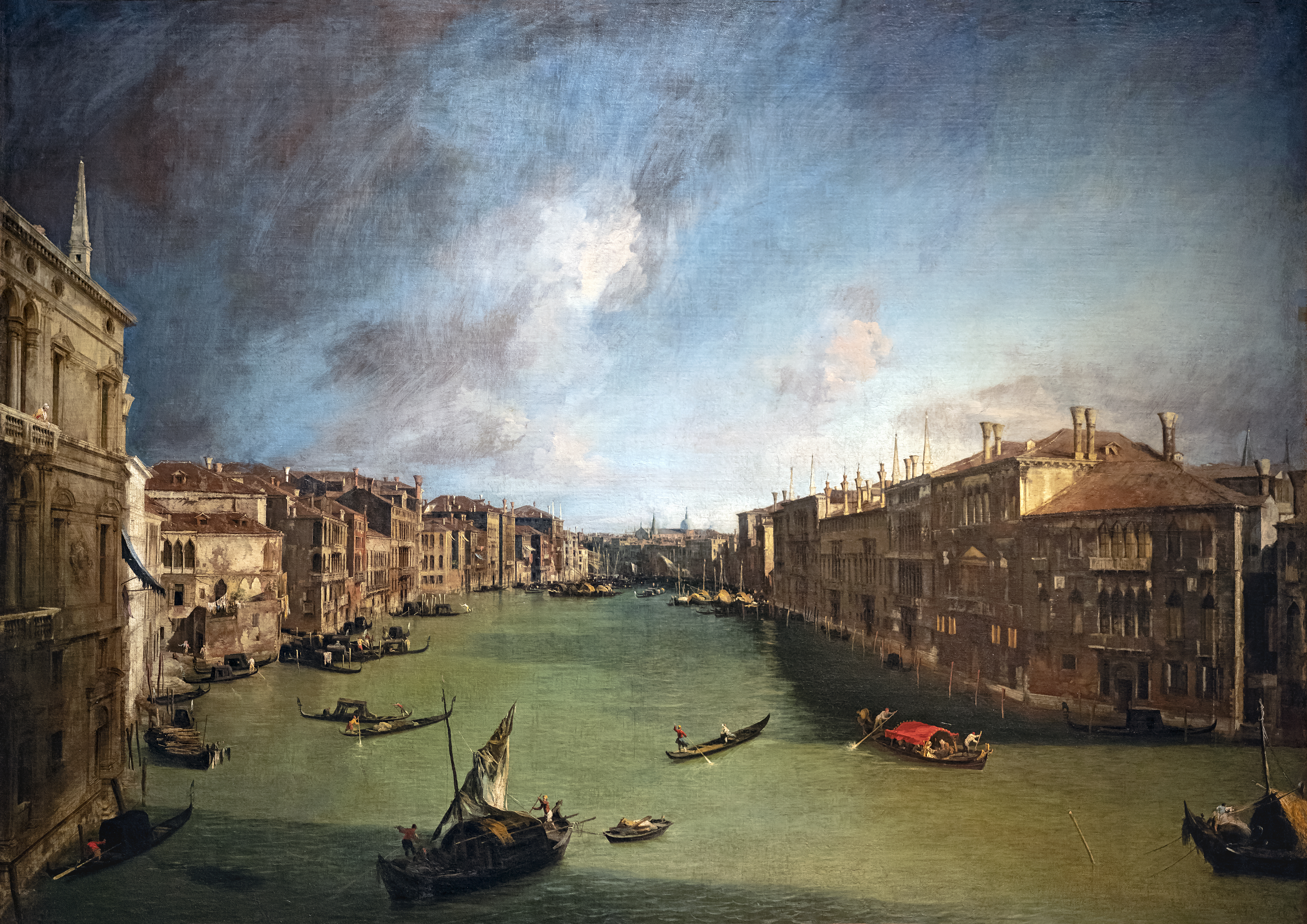
Le Grand Canal du palais Balbi au Rialto (vers 1723, Venise, Ca' Rezzonico).

Revenu à Venise en 1720, Canaletto s'inscrit à la guilde (la fraglia dei pittori veniziani) des peintres. Il décide d'abandonner le décor de théâtre et imite les vedutisti vénitiens qui sont ses précurseurs, notamment Luca Carlevarijs et Marco Ricci. Il commence à se consacrer à temps plein à la peinture de vues de la ville. Carlevarijs avait créé un marché propice, par ses propres tableaux de vues et de commémoration d'évènements solennels ; il avait d'ailleurs publié, dès 1703, un recueil de 103 eaux-fortes intitulé Le Fabriche e vedute di Venezia (Monuments et vues de Venise), où il innove en proposant des vedute conçues en perspective.
Les premiers clients de Canaletto sont soit vénitiens, comme Zaccaria Sagredo (1653 - 1729), collectionneur de peintures, dessins et livres, neveu du doge Nicolò Sagredo, et les frères Giovanelli, qui commandent deux Caprices exécutés en 1723, soit d'origine germanique, comme Johann Joseph von Wallenstein (1684-1731). Ses premières commandes de vues de Venise sont quatre vedute peintes en 1723. Elles ont peut-être été commandées par le prince Joseph Wenzel Ier de Liechtenstein (1696-1772), soit directement, soit par l'intermédiaire de son ami Antonio Maria Zanetti l'Ancien. Ce sont le Grand Canal vers Rialto, peinture qui joue sur le contraste entre ombre et lumière, Bassin de San Marco depuis Giudecca, une Place Saint-Marc, vue de l'est qui est une des premières représentations de la place Saint-Marc qui sera ensuite un des sujets préférés du Canaletto, et le Rio dei Mendicanti, œuvre représentant un quartier populaire. 

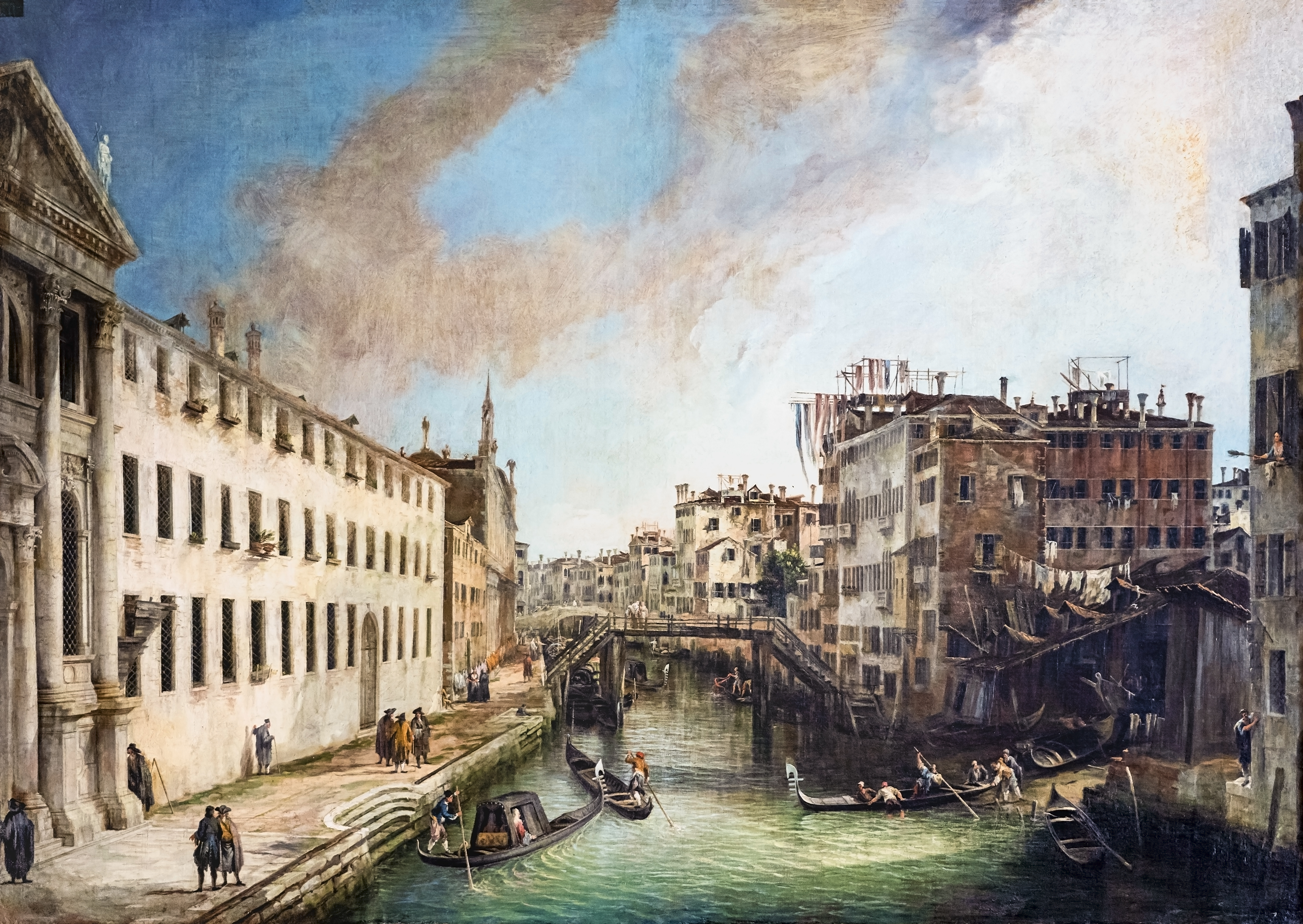
Rio dei Mendicanti (1723, Venise, Ca' Rezzonico).

Cette œuvre n'est pas dans la même lignée que les autres, dans la mesure où elle montre un côté plus sombre et délabré de la ville. D'ailleurs, aucun client ne lui demandera de revenir sur cette scène. Deux de ces tableaux sont conservés dans la collection de Mario Crespi à Milan et les deux autres à la Fondation Thyssen-Bornemisza, à Castagnola, un quartier de Lugano, en Suisse.

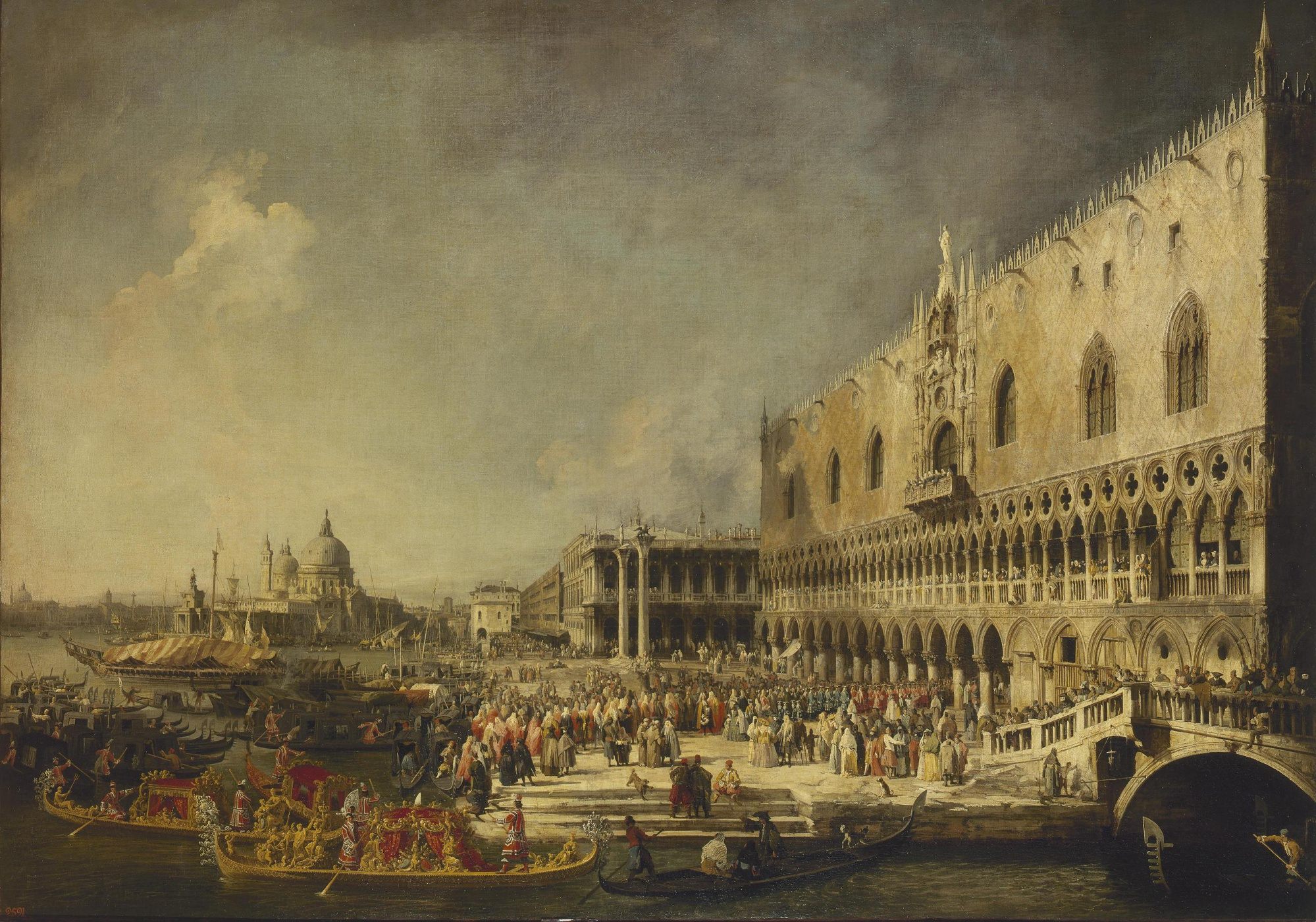
Réception de l'ambassadeur français au palais ducal (1727, musée de l'Ermitage de Saint-Pétersbourg).

Il reçoit par ailleurs des commandes de diplomates et de résidents étrangers, tels le comte Jacques-Vincent Languet de Gergy, comte de Gergy (1667-1734). La première de ces compositions à caractère solennel et commémoratif est la L'Arrivée de l'Ambassadeur français au palais ducal maintenant conservée au musée de l'Ermitage de Saint-Pétersbourg et qui remonte à 1727, et Giambattista Colloredo-Waldsee (1656-1729), ambassadeur impérial à Venise de 1715 à 1726, « hérités » de Carlevarijs. D'ailleurs, Canaletto peint également l'entrée solennelle de l'ambassadeur impérial au palais des doges. Elle fait partie d'une longue série d’œuvres qui décrivent les fêtes de la république de Venise et reflètent la splendeur des célébrations de la Sérénissime.

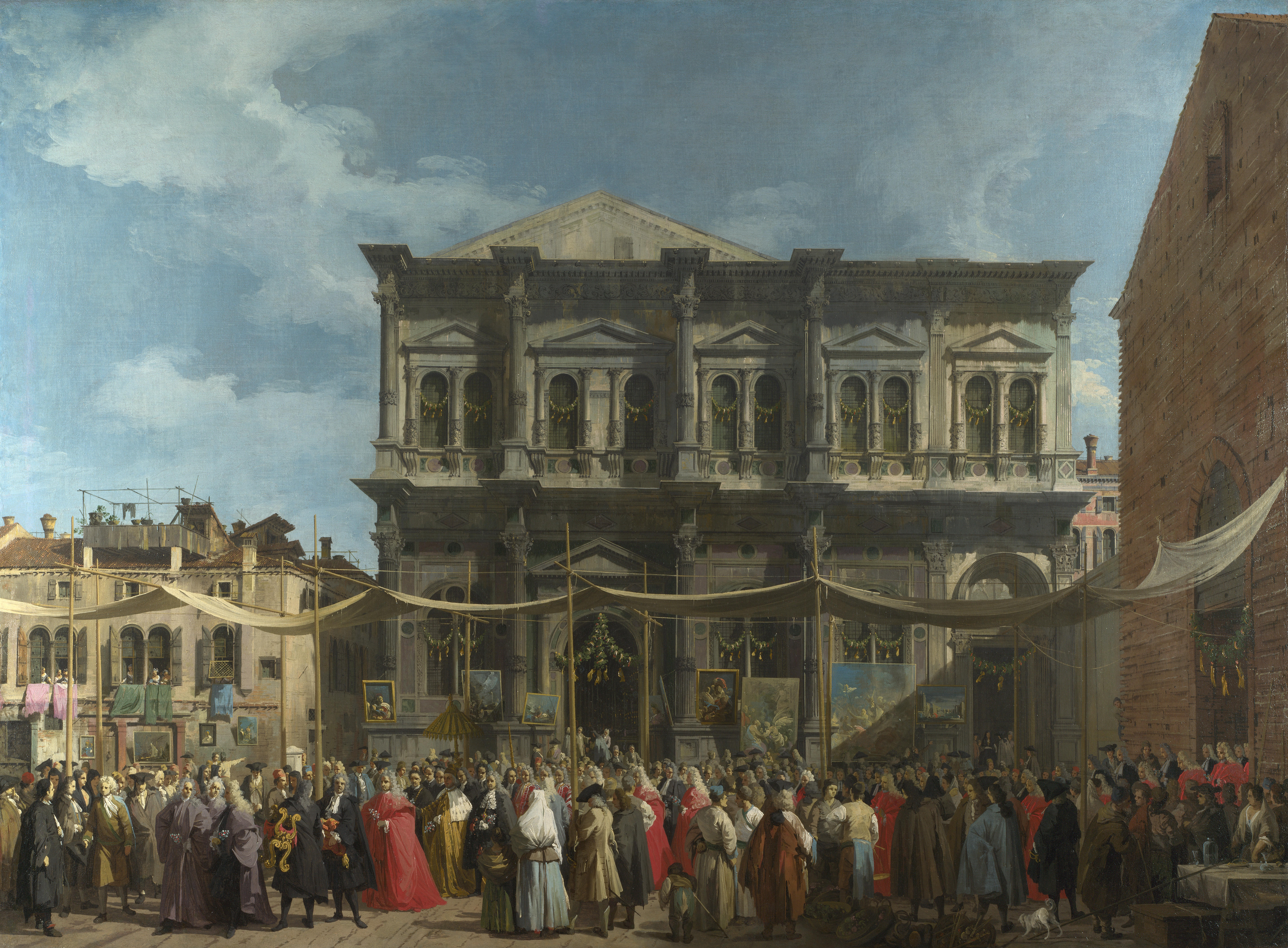
Fête de la Saint-Roch (vers 1735, National Gallery, Londres).

Un des premiers tableaux vendus par Canaletto est intitulé SS. Giovanni e Paolo e la Scuola di S. Marco. Ce tableau a été présenté, selon l'agent de Stefano Conti, lors de l'exposition annuelle de la Scuola di S. Rocco. Cette exposition est connue par un autre tableau de Canaletto, la Fête de la Saint-Roch, conservé à la National Gallery de Londres, et qui montre la procession annuelle du doge et de sa suite à l'église Saint-Roch, pour remercier le saint d'avoir sauvé la ville de la peste. Le tableau montre la procession passant devant l'exposition de tableaux qui a lieu à l'extérieur de l'école. On y voit un tableau ressemblant à ce que pourrait être une vue. Après la cérémonie, tout le monde allait visiter la scuola. Il est probable que Canaletto ait présenté le tableau de saint Jean et Paul, et que le tableau ait été acheté par l'ambassadeur impérial à cette occasion.

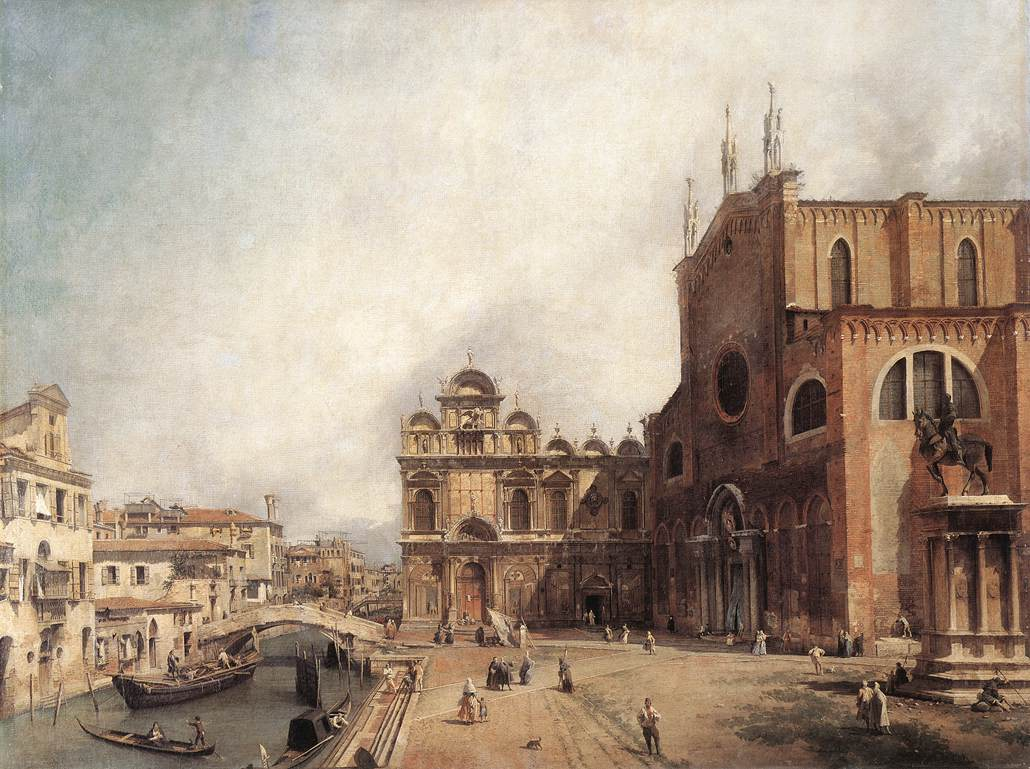
SS. Giovanni e Paolo e la Scuola di S. Marco (vers 1725, Gemäldegalerie Alte Meister, Dresde).

Sa technique et son adresse font en peu de temps des progrès considérables. Jusqu'en 1726 les tableaux, sont presque tous de grandes dimensions (un mètre et demi à deux mètres de large, plus de deux fois la taille des tableaux ultérieurs); ils sont peints sur un fond sombre pour ne pas laisser deviner la trame de la toile derrière sa peinture. Canaletto devient rapidement un des peintres les plus renommés de Venise et, au cours de la deuxième moitié des années 1720, les commandes affluent.
L'un de ses premiers commanditaires importants est le marchant Stefano Conti qui passe par l'entremise du peintre Alessandro Marchesini et commande à Canaletto quatre œuvres, parmi lesquelles une vue de Campo SS. Giovanni e Paolo. Alessandro Marchesini, peintre originaire de Vérone, installé à Venise aux environs de 1700, se découvre alors une vocation de négociant. Il agit pour le compte du collectionneur Stefano Conti. Celui-ci, après avoir constitué une collection d’œuvres, principalement de tableaux, vers 1705-1706, qu'il complète par des achats ponctuels ultérieurement, s'adresse à Marchesini à nouveau en 1725 pour d'autres tableaux. Quatre tableaux sont commandés, en deux temps, à Canaletto, et livrés en 1725 et 1726. Conti demande et obtient, pour chacun de ces tableaux, une description détaillée par l'artiste ce qui permet de savoir exactement de quels tableaux il s'agit. Ces tableaux étaient encore dans la collection Pillow dans les années 1950, maintenant dans la Pinacothèque Giovanni et Marella Agnelli qui contient en tout six Canalettos.

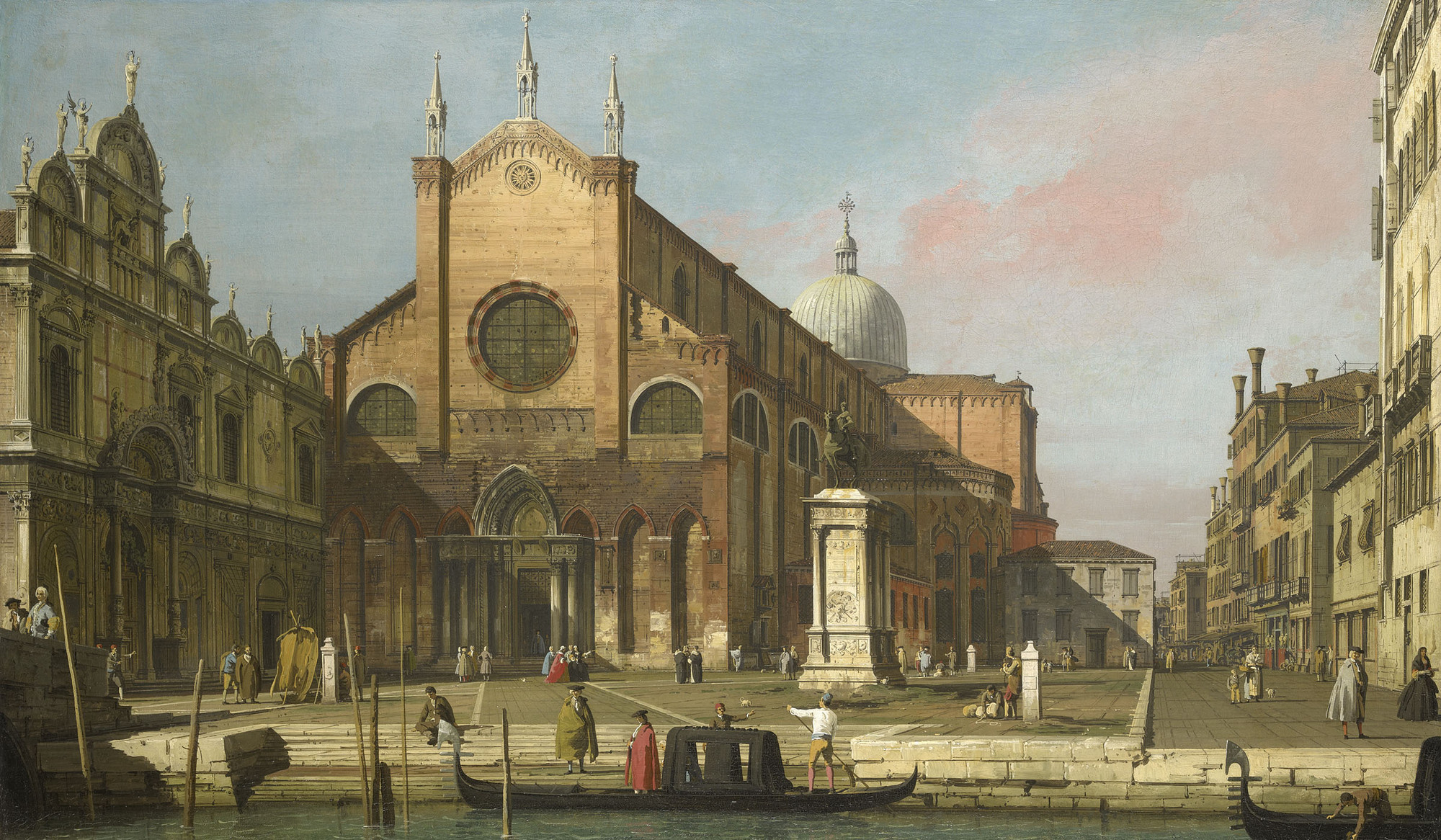
Campo SS. Giovanni e Paolo (cette version date de 1741).

Alessandro Marchesini échange une ample correspondance avec Stefano Conti au sujet des tableaux, depuis le projet jusqu'à leur achèvement. Chaque semaine, il fait à Conti un compte-rendu écrit.
Il semble avoir harcelé Canaletto pour faire avancer l'achèvement des tableaux, et aussi semble avoir tenté de se justifier auprès de Conti pour les retards constatés. C'est à ce propos qu'il affirme que la confection des tableaux prend plus longtemps parce que Canaletto les peint à l'extérieur, ce qui prendrait plus de temps. Links considère que Canaletto, comme tous les peintres de son époque, peignait en atelier; ce n'est qu'au XIXe siècle que l'on peint à l'extérieur. En revanche, Canaletto a certainement fait des repérages et esquisses, avec ou sans camera obscura. Marchesini se plaint aussi de l'âpreté de Canaletto dans les négociations sur les prix, mais là aussi, c'est de bonne guerre pour à la fois justifier le prix élevé que Conti devra payer, et pour montrer que sans son entremise, le prix aurait été encore bien plus élevé. Ces documents accréditent l'opinion que Canaletto est irascible, âpre au gain, ne tient pas ses délais, toutes affirmations à prendre avec prudence, car elles servent autant à valoriser le rôle de l'intermédiaire. On trouve les mêmes reproches faits par McSwiney, le premier des intermédiaires anglais.

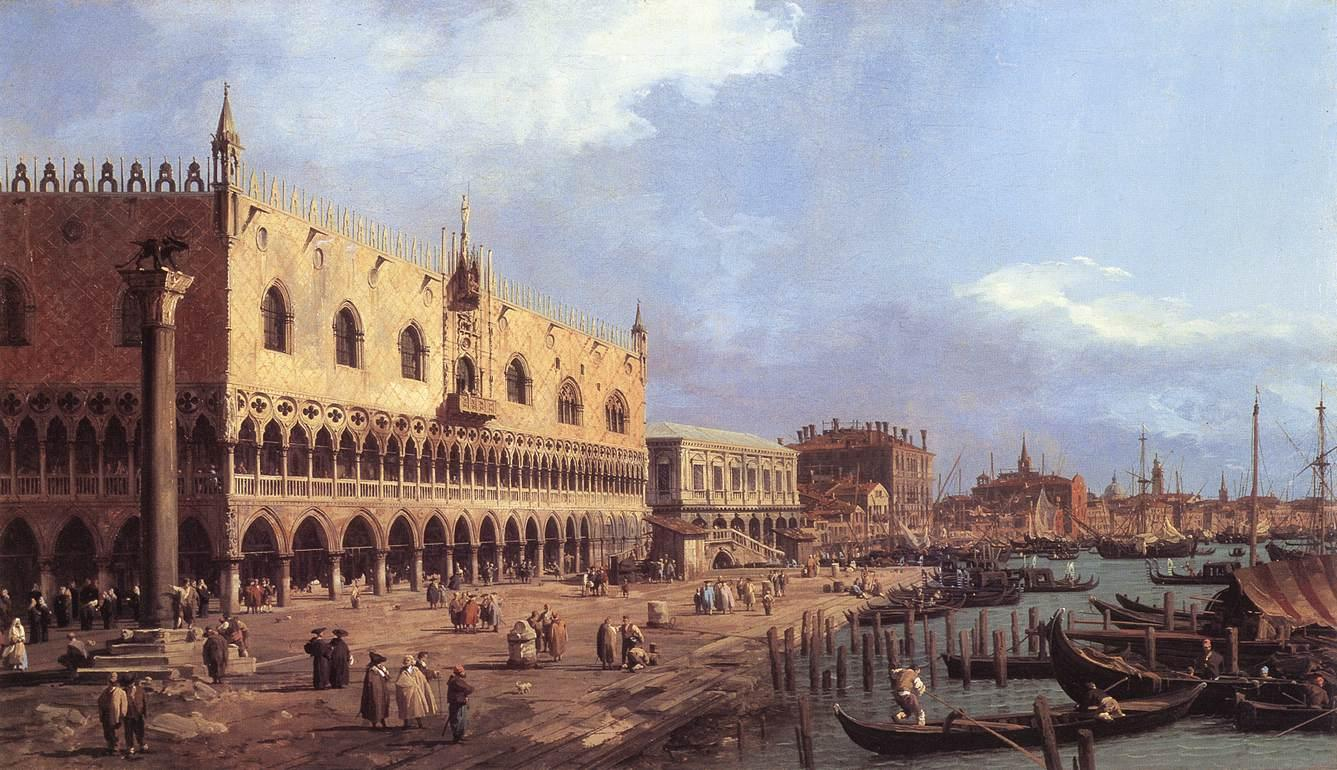
Riva degli Schiavoni (1730, Sir John Soane's Museum, Londres).

Un autre client important de cette période est le Feldmarschall Johann Matthias von der Schulenburg, qui était en service à la république de Venise et en réforma l'armée. Passionné d'art, il constitue dans sa résidence de Ca' Loredan sur les bords du Grand Canal une importante collection d’œuvres d'artistes comme Raphaël, Le Corrège, Giorgione, Jules Romain. Schulenburg commande à Giovanni Antonio Canal notamment une vue de Corfou, pour célébrer la victoire obtenue par l'Allemand dans l'île grecque contre les Ottomans, et une Riva degli Schiavoni aujourd'hui conservée au Sir John Soane's Museum de Londres.

### La rencontre avec Joseph Smith
Ayant acquis une réputation certaine, le Canaletto commence à être remarqué par des amateurs anglais : durant le XVIIIe siècle, Venise était très fréquentée par les jeunes gens de l'aristocratie britannique qui accomplissaient leur Grand Tour dont la ville lagunaire était une des étapes obligées.

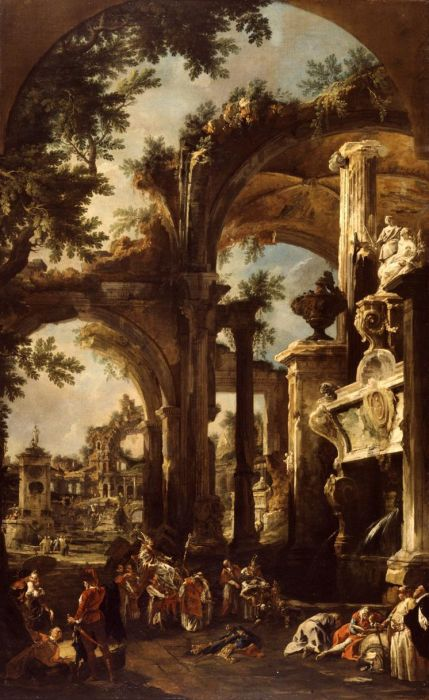
Allégorie de tombe de Lord Somers (vers 1726, Birmingham's Museum and Art Gallery).

Canaletto a les premiers contacts avec des commanditaires anglais par l'intermédiaire de Owen McSwiny, un impresario d'opéra et marchant d'art irlandais. L'irlandais Owen McSwiney est installé à Venise après avoir quitté l'Angleterre pour cause de faillite. Il a une activité intermittente d'agent pour impresarios londonien et de négociant et de conseil auprès de la clientèle anglaise pour l'achat de tableaux. Le plus important de ses commanditaires est le comte de March, duc de Richmond en 1723. Il arrive à convaincre le duc d'un projet assez unique, qualifié d'« étrange et farfelu » par un contemporain : faire réaliser vingt tableaux, allégories de tombeaux commémorant les grands hommes de l'histoire anglaise récente. En outre, ces tableaux seraient d'être peints en commun par un groupe de peintres, chacun se chargeant de la partie du tableau qui lui correspond le mieux. Les peintres sont, entre autres, Canaletto pour l'architecture et les bâtiments, Giovanni Battista Cimaroli pour les paysages et Giovanni Battista Piazzetta pour les personnages. En 1726, le projet est déjà bien avancé et deux tableaux sont terminés, dont l'un représente la tombe de lord Somers, grand chancelier d'Angleterre, un autre celle de John Tillotson, archevêque de Canterbury. Le duc achète dix tableaux qu'il conserve dans sa demeure de Goodwood, dans le Sussex. En même temps, Canaletto peint des vues sur cuivre, notamment un Grand Canal, le pont du Rialto vu du nord (1727) qui sont toujours visible au château de Goodwood.

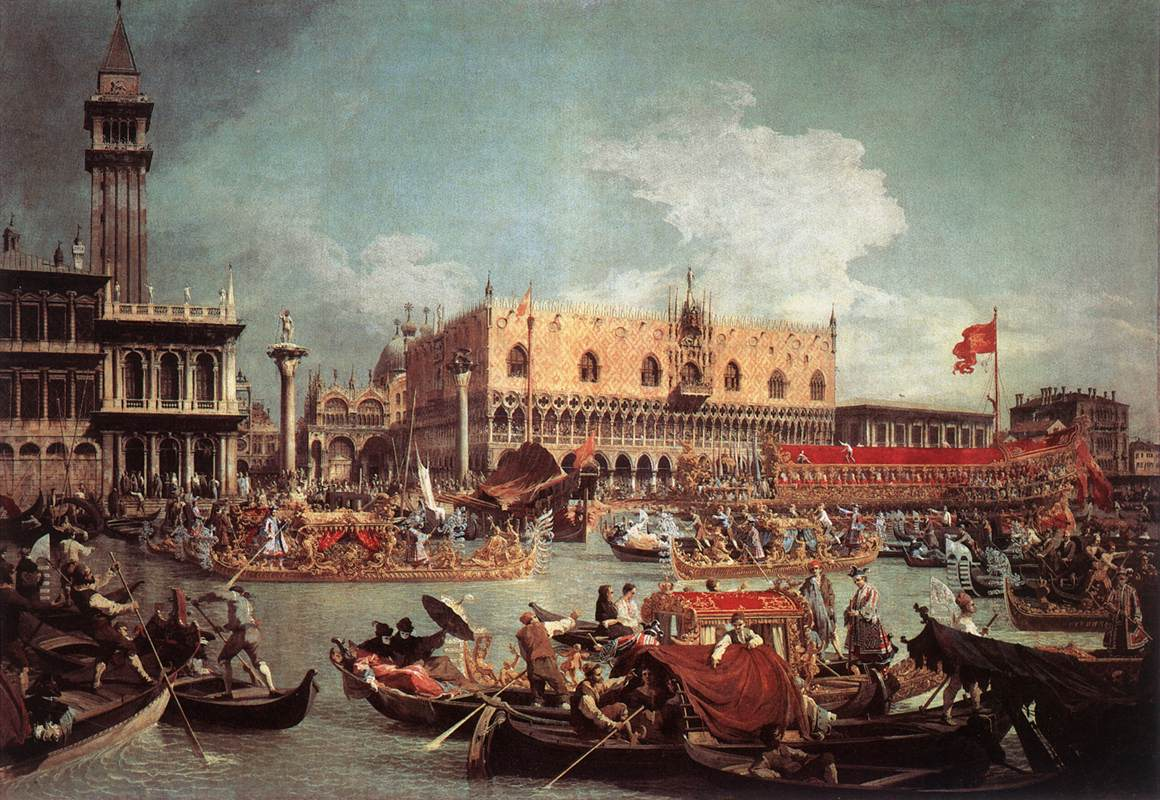
Bucentaure au Môle le jour de l'Ascension (vers 1730, collection particulière).

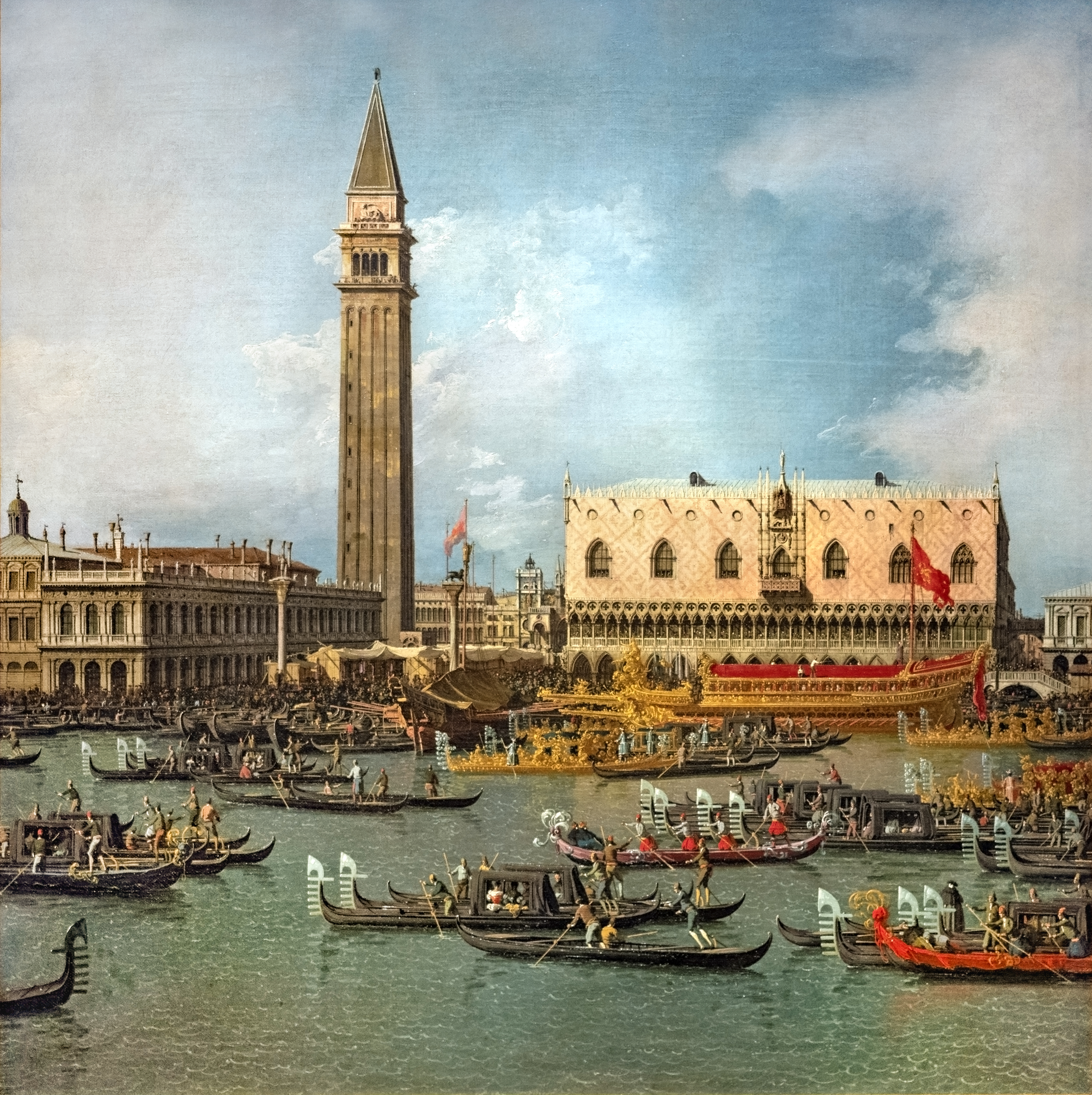
Bucentaure au Môle le jour de l'Ascension (version de 1740) Holkham Estate UK.

En plus des vues, le Canaletto s'adonne progressivement, vers la fin des années 1720, aux représentations dites commémoratives. Les peintures commémoratives du Canaletto sont très spectaculaires et elles offrent un témoignage tangible de la splendeur des célébrations de la sérénissime. Parmi ces peintures, figure un des chefs-d’œuvre de l'artiste, le Bucentaure au Môle le jour de l'Ascension , dont la première version date de 1729. Le tableau est aujourd'hui conservé au Bowes Museum, en Angleterre. L’œuvre représente ce qui était peut-être la fête la plus connue des Vénitiens, le mariage de la mer. La fête avait lieu tous les ans le jour de l'Ascension. Dans la peinture, l'artiste représente le retour du Bucentaure, le bâtiment de parade, vers le palais des Doges, avec le grand navire entouré par un cortège d'une myriade de bateaux. Ce tableau est d'autant plus précieux que le Bucentaure a- pour l'archéologie marine- totalement disparu. 
Son succès chez les clients anglais est rapide. Dès novembre 1727, McSwiney pouvait écrire au duc de Richmond, à propos de deux vues vénitiennes sur cuivre, sur un total de quatre, commandées à l'artiste, qu'il avait trop d'engagements pour pouvoir les honorer dans les délais convenus, et en déplorer les prix élevés.
Le plus important des agents de Canaletto, qui est à la fois mécène, client, conseiller, et avec qui il sera en relation pendant une trentaine d'années, est Joseph Smith. Dès ses débuts à Venise, Joseph Smith réussit ses affaires, et les mène à bien durant près de soixante ans. Il est consul britannique à Venise entre 1744 et 1760. Smith est un collectionneur passionné de tableaux, eaux-fortes, dessins, monnaies, mais surtout de livres. Il constitue une bibliothèque réputée. Quant aux tableaux, il possède, en plus des Canaletto, plusieurs capricci de Carlevarijs, quinze pièces de Rosalba, des œuvres de Sébastien et de Marco Ricci, et des tableaux de Zuccarelli.
De Canaletto, Smith obtient entre 1726 et 1727 six tableaux qu'il garde dans sa collection pendant près de quarante ans. Pour chacun d'eux, Canaletto réalise un dessin préalable, grâce auquel on peut suivre l'évolution entre le projet et sa réalisation. Ces six premiers tableaux sont des vues de la place Saint-Marc, et de la Piazetta. Canaletto réalise pour lui des œuvres comme la Régate sur le Grand Canal et un impressionnant Intérieur de Saint-Marc la nuit, une des rares peintures de nuit dans la production de l'artiste. Ce sont deux représentations commémoratives, réalisées au début des années 1730 et aujourd'hui conservées dans les collections royales d'Angleterre.

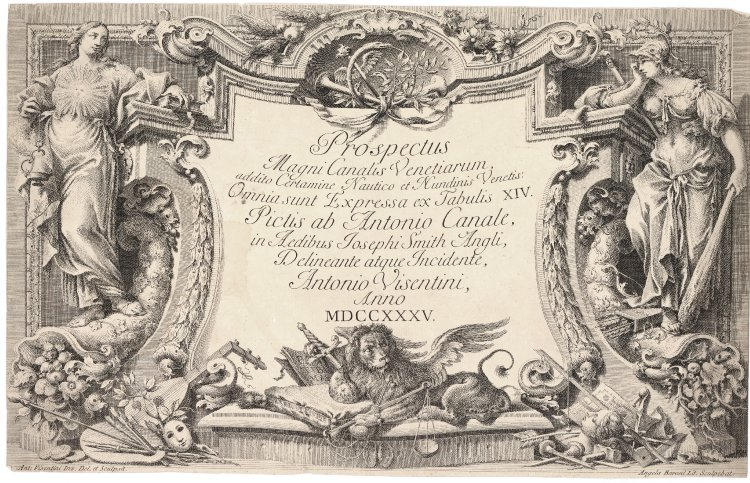
Page de titre du « prospectus » de 1735.

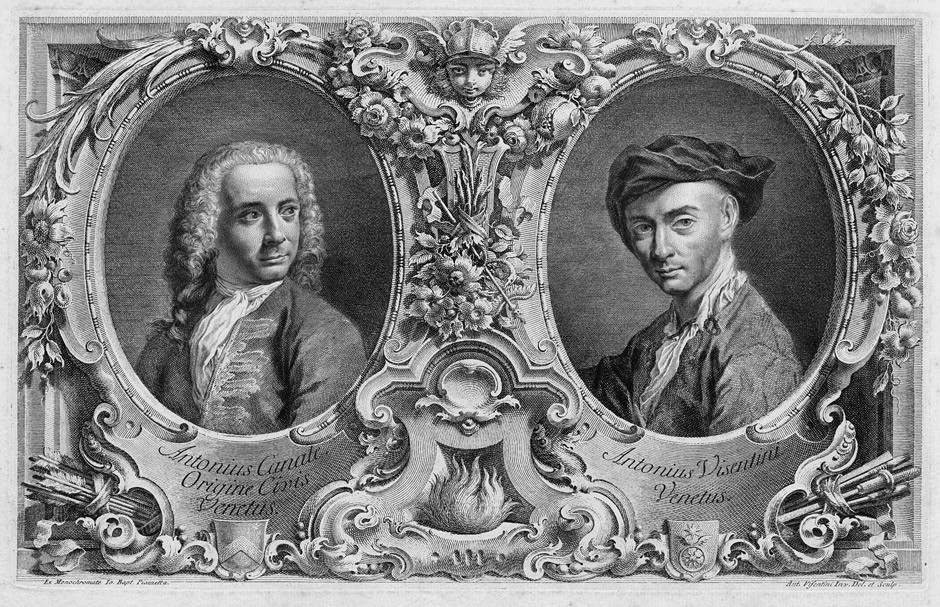
Feuille du « prospectus » de 1735, montrant Canaletto et son graveur Visentini.

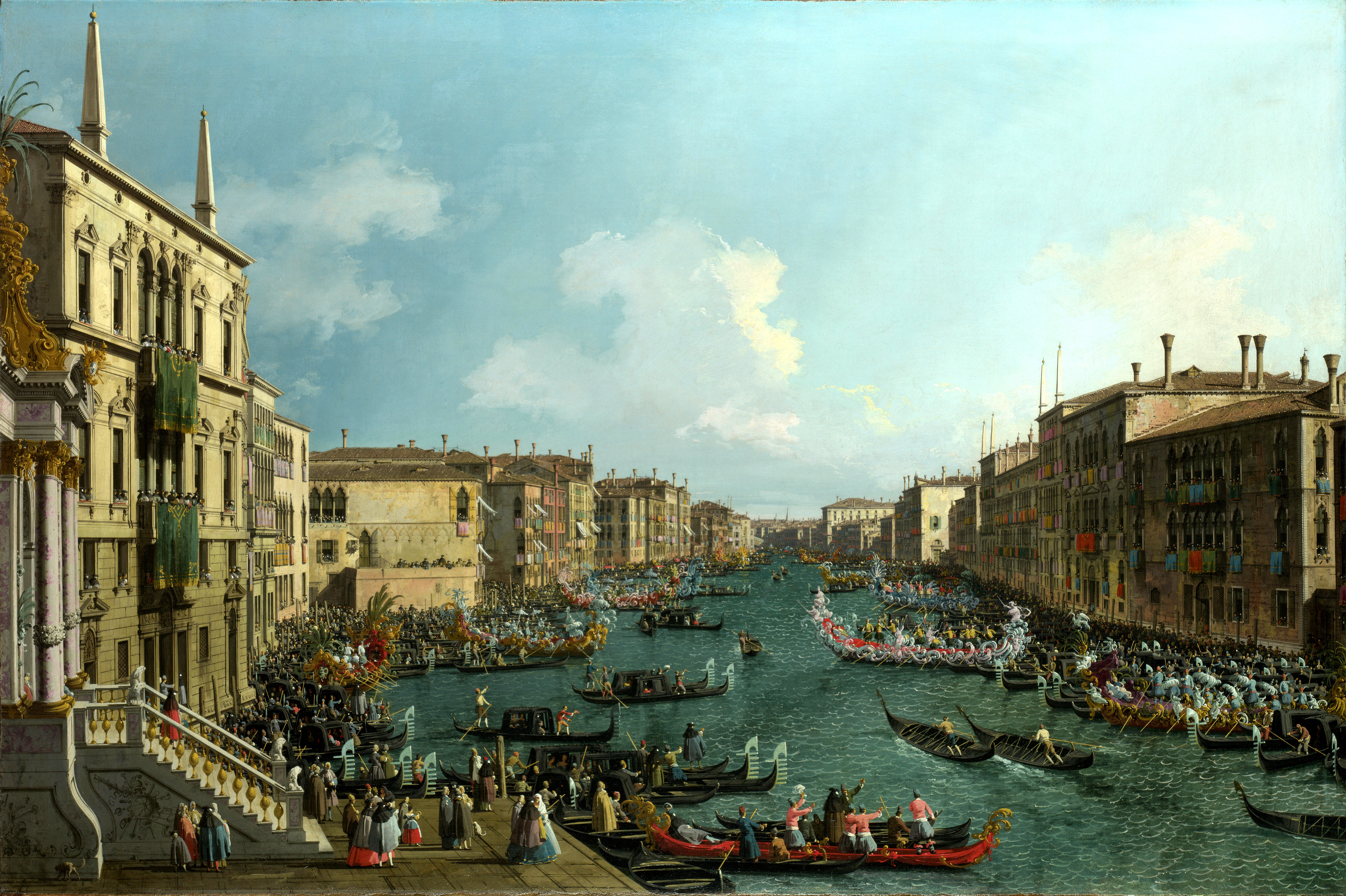
Régate sur le Grand Canal (cette version date de 1740, National Gallery).

Le lien avec Smith et le contact avec le monde anglo-saxon du Grand Tour sont décisifs pour Canaletto. La technique précise qu'il élabore à la fin des années 1720 — afin de se conformer au rationalisme éclairé des Anglais — est diamétralement opposée à celle de ses débuts : les toiles sont plus petites, et contiennent des architectures d'une perfection stupéfiante où des coups de pinceaux maîtrisés définissent les détails et les points lumineux.
Smith, après avoir été client, joue pour le Canaletto le rôle de « mécène » intéressé et d'intermédiaire avec la riche clientèle anglaise. En 1735 il fait paraître le Prospectus Magni Canalis Venetiarum (Description du Grand Canal de Venise). Le prospectus, dont le nom complet est Prospectus Magni Canalis Venetiarum, addito Certamino Nautico et Nundinis Venetis: Omnia sunt Expressa ex Tabulis XIV. Pictis ab Antonio Canale, in Aedibus Josephi Smith Angli, Delineante atque Incidente, Antonio Visentini, Anno MDCCXXV contient quatorze gravures, les douze premières sont des vues du Grand Canal, dans l'ordre où on peut les observer en descendant le canal, puis en tournant autour de la Salute, puis en revenant vers le Rialto : exactement ce que verrait un touriste qui fait le tour de Venise. Les deux dernières, en quelque sorte rajoutées, exaltent les festivités que peut offrir Venise, la fête du Bucentaure, et une Régates sur le Grand Canal. Les deux derniers tableaux sont plus récents (autour de 1732). Le prospectus qui - selon les dires de Smith - est tiré en un nombre restreint d'exemplaires, doit remplir plusieurs fonctions : C'est d'abord, par son contenu et par sa taille (il mesure environ 40 × 60 cm), un livre agréable à lire, par son propre mérite artistique, car Antonio Visentini, le graveur, est un artiste de grande valeur. C'est ensuite un catalogue qui invite les personnes intéressées par le travail de Canaletto à aller voir les originaux in Aedibus Josephi Smith Angli, dans la demeure de l'Anglais Joseph Smith, et d'en commander éventuellement des semblables. Ce but semble avoir été atteint. C'est de plus un argument de fierté pour Smith de pouvoir montrer ses possessions à ses interlocuteurs anglais.
L'activité de négociant de Joseph Smith atteint son comble pendant la deuxième moitié des années 1730. D'importantes personnes de la noblesse britannique, comme le comte de Fitzwilliam, le duc de Bedford John Russell, le duc de Leeds Thomas Osborne et le comte de Carlisle Charles Howard commandent des tableaux du Canaletto. À cette période remontent d'importantes œuvres comme Le Doge à la fête de Saint-Roch, encore une œuvre au caractère commémoratif, conservée à la National Gallery de Londres et une autre vue de la place Saint-Marc, conservée à Cambridge aux États-Unis. D'autres œuvres exécutées pour les clients anglais sont Quai des Schiavoni vers l'est , réalisée vers 1738-1440 et conservée maintenant dans les musées du château des Sforza de Milan, une vue de Place Saint-Marc vers le sud-est conservée à Washington et une vue de l'angle nord-est conservée à Ottawa.
| - La place Saint-Marc (vers 1723, musée Thyssen-Bornemisza, Madrid). - La place Saint-Marc (vers 1730, Fogg Art Museum). |

Durant la période de 1730 à 1740, bien plus de cinquante tableaux ont été vendus, au duc de Bedford, à sir Harvey, au duc de Buckingham. Certaines de ces collections de tableaux ont été dispersées par la suite, d'autres, et notamment celle de Smith lui-même, sont conservées. La Royal Collection qui conserve les œuvres rachetés à Smith, compte à elle seule 85 œuvres, moitié peintures et moitié dessins. C'est cette période qui est la plus productive, et c'est à ce moment-là que les tableaux de Venise qui l'ont rendu célèbre ont été, pour la plupart, exécutés. Canaletto peint la lumière, la vie et les bâtiments avec une sensibilité et une luminosité inconnue avant lui.

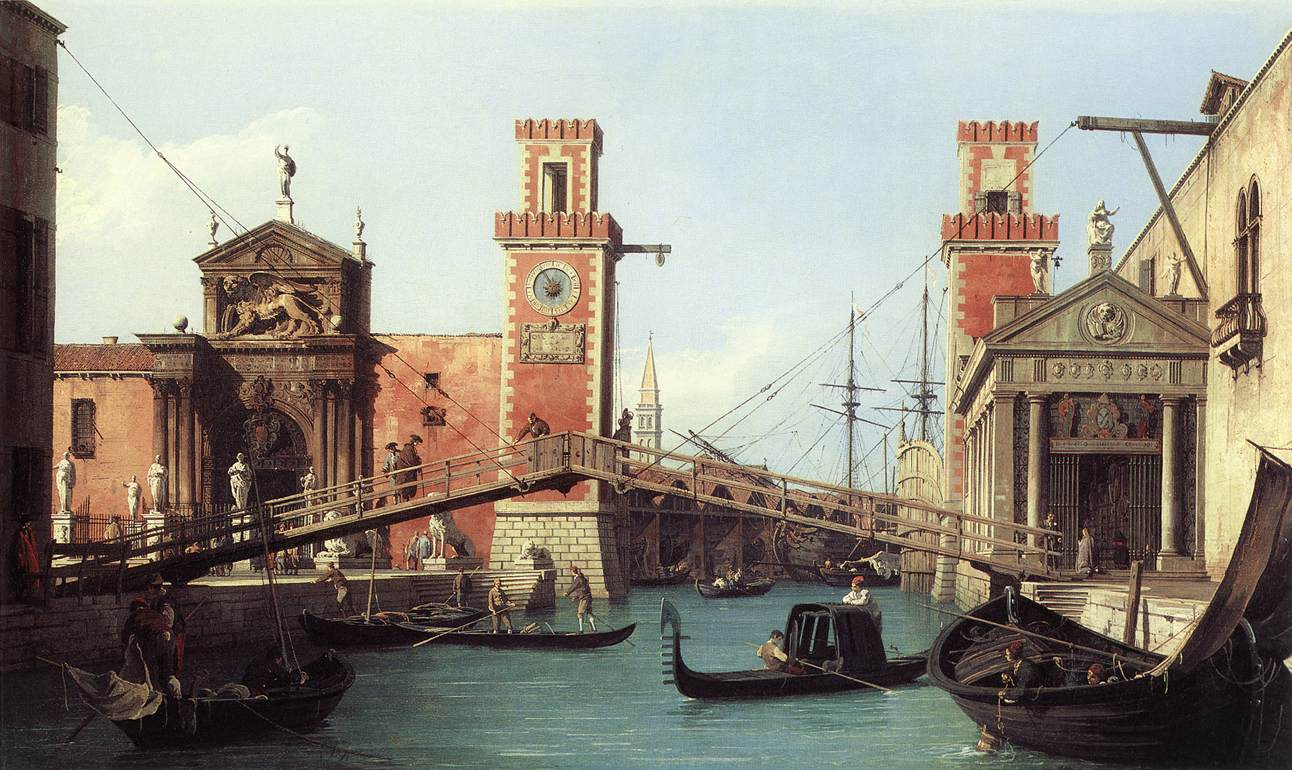
Entrée de l'arsenal (vers 1732, Woburn Abbey).

Les tableaux vendus en Angleterre sans l'intermédiaire des Smith sont plutôt rares. On connaît des achats directs par Samuel Hill, Hugh Howard, John Conduitt. Mais la filière principale passe par John Smith, frère de Joseph Smith résidant à Londres. Il reçoit la commande, règle les avances, s'occupe du transport, et se porte garant de l'authenticité et de la qualité de l’œuvre. Le comte Carlisle, qui n'est pas passé par Smith, avait 17 tableaux de Canaletto dans son château de Howard avant le sinistre de 1940, mais ils étaient de qualité inégale.

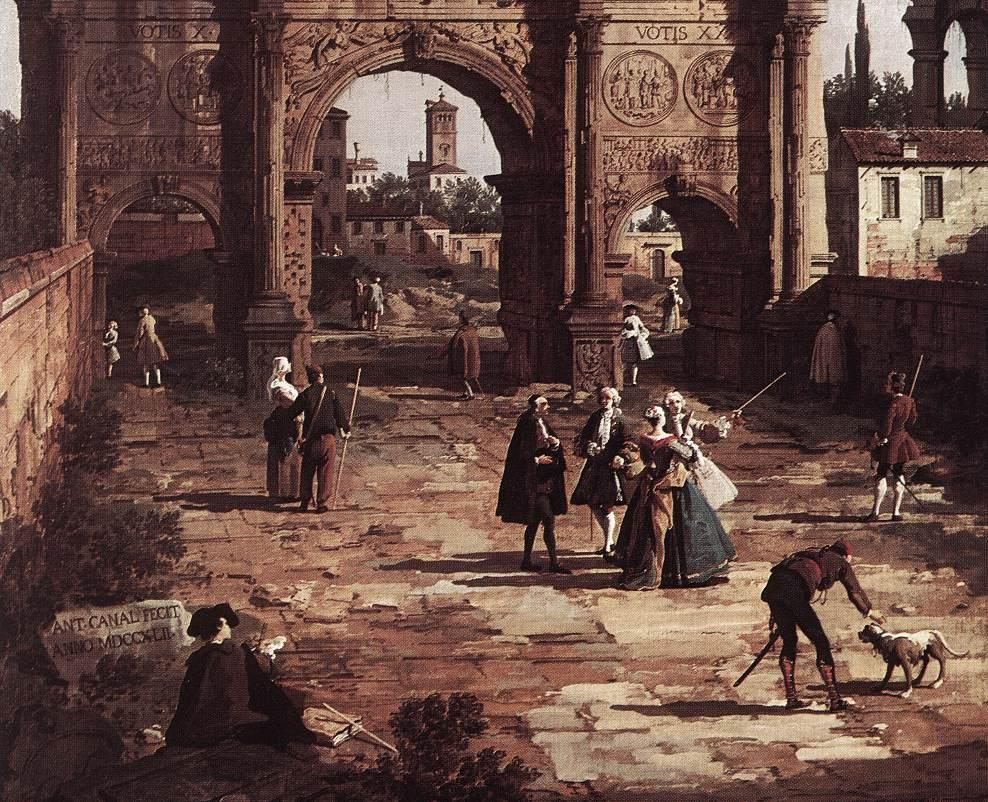
Rome, arc de Constantin, détail (1742, Royal Collection).

Au début des années 1740, le marché du Canaletto se réduit considérablement à cause de la guerre de Succession d'Autriche (1740 -1748). Venise et l'Angleterre sont dans des camps opposés, et la guerre entraîne une forte diminution des visiteurs britanniques à Venise. En 1742, Smith fait paraître une deuxième édition du prospectus qui contient, en plus de la série originale, vingt-quatre autres gravures, composées de deux séries. Une première série décrit une nouvelle descente du Grand Canal suivie d'une remontée. La deuxième série est composée de Campi, églises est scuoli, suivie d'une vue de la place Saint-Marc.

Le canal de Brenta à Padoue (vers 1735-1740, National Gallery of Art).

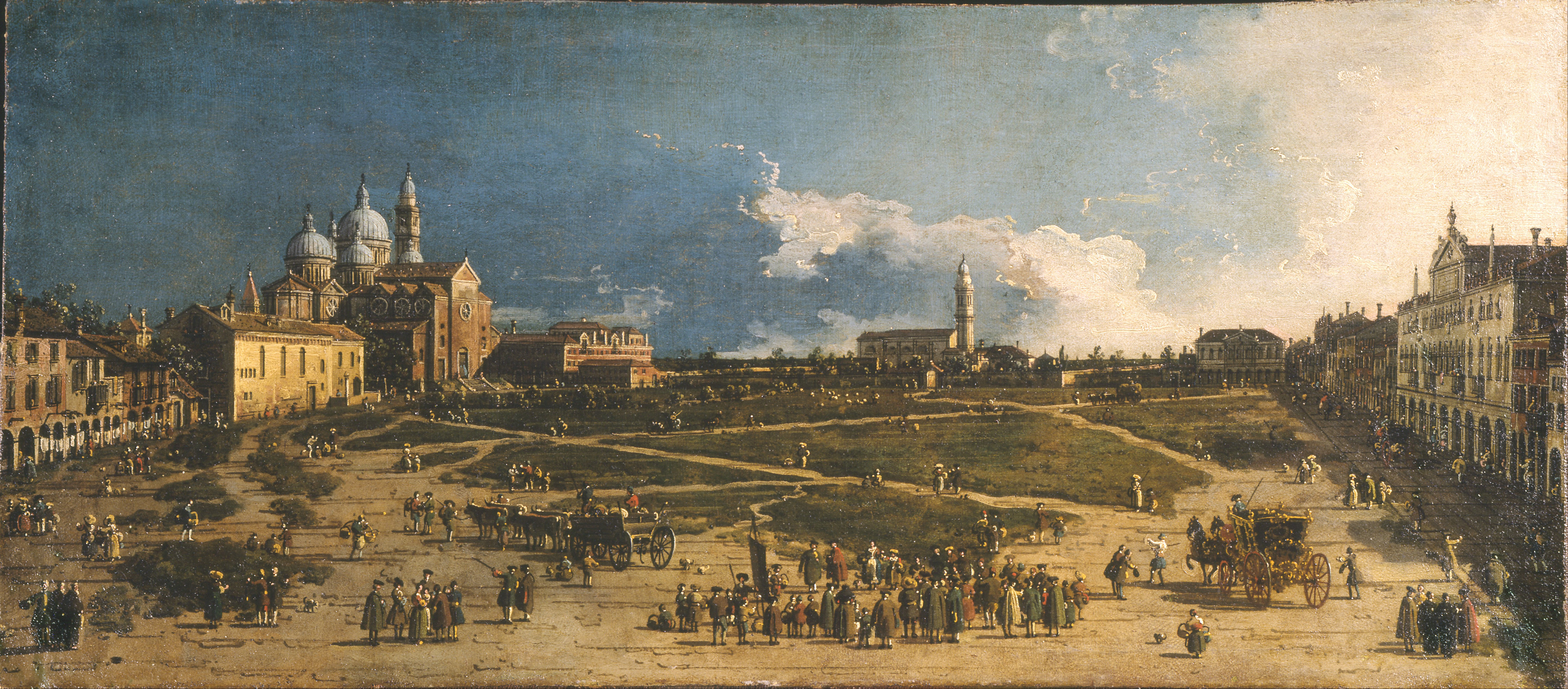
Prà della Valle in Padua (vers 1741-1746, Museo Poldi Pezzoli, Milan).

Si Smith ne réussit plus à garantir à Canaletto un nombre satisfaisant de clients, c'est peut-être aussi parce que les plus importants commanditaires anglais avaient maintenant tous déjà acheté de ses œuvres. La situation personnelle de Canaletto est un peu compliquée : en 1744, son père meurt. Canaletto n'est pas riche. La mère de Canaletto possède bien deux maisons près de San Lio, mais apparemment elles ne rapportent rien. On pense que Canaletto a son atelier situé à cet endroit. Il ne dispose pas d'autre bien. Il a deux sœurs qui sont peut-être à sa charge. L'absence de commandes invite Canaletto à voyager, avec son neveu Bernardo Bellotto, dans la péninsule de Padoue. Il fait de nombreuses esquisses et dessins. La production - apparemment réduite - pendant les années 1741-1744 donne une idée de la rapidité de travail : en plus des eaux-fortes, on compte chez Smith cinq vues romaines, cinq vues vénitiennes et treize dessus de porte. Les dessins comprennent les vues de la région de Padoue, et une douzaine de vues de Rome. Il peint aussi, pour d'autres clients, des vues romaines et de capricci. Même s'il est apparemment peu actif, il est sans arrêt au travail. Le style de Michele Marieschi, à la mode, influe sur les dernières vues de Canaletto qui deviennent plus grises, et dont la perspective est accentuée. Les traits sont durcis et ont perdu leur vie.
La dernière commande vénitienne de Canaletto avant son départ est le dessin du campanile sur la place Saint-Marc, frappé par la foudre le 23 avril 1745.

### La période anglaise

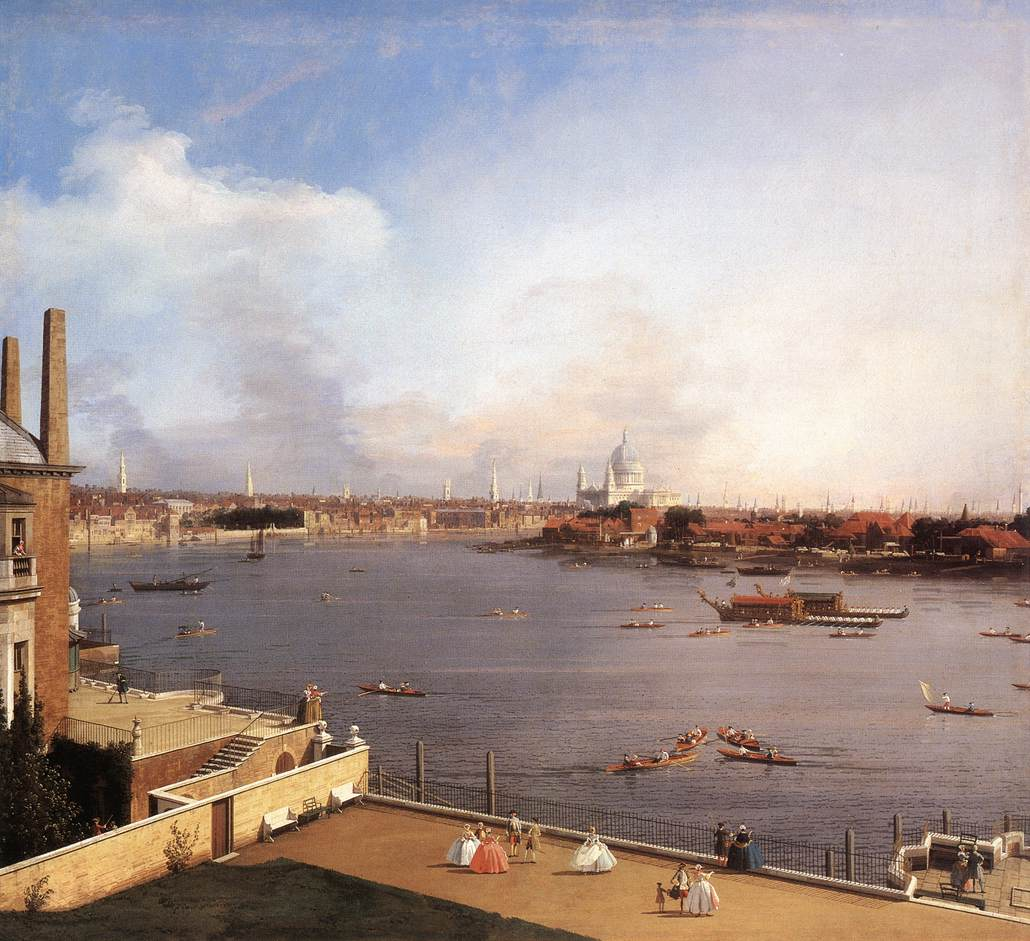
La Tamise et la City de Londres vue de Richmond House (1747, collection particulière).

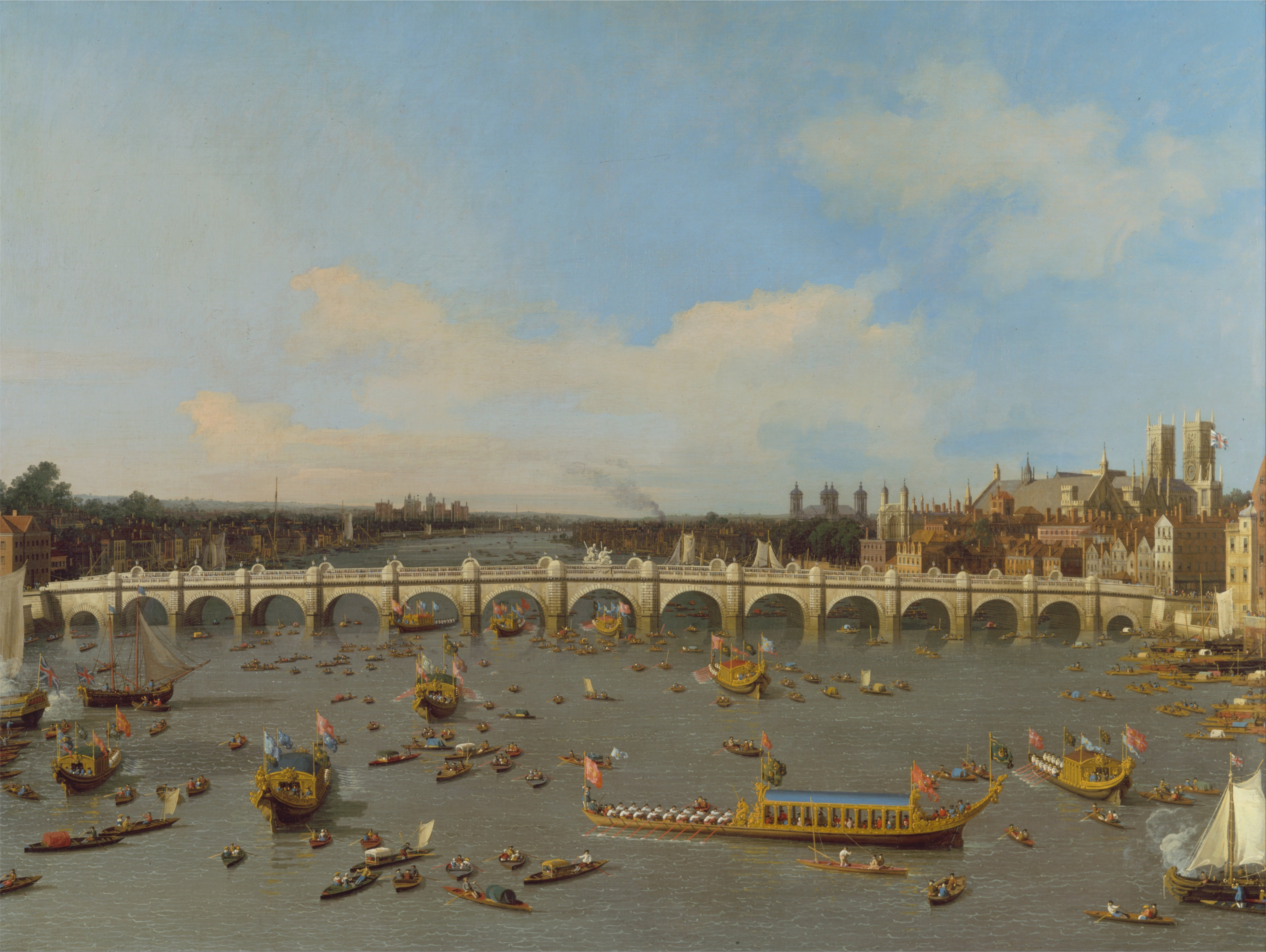
Le Pont de Westminster le jour de l'entrée en fonction du lord-maire (1746, Centre d'art britannique de Yale).

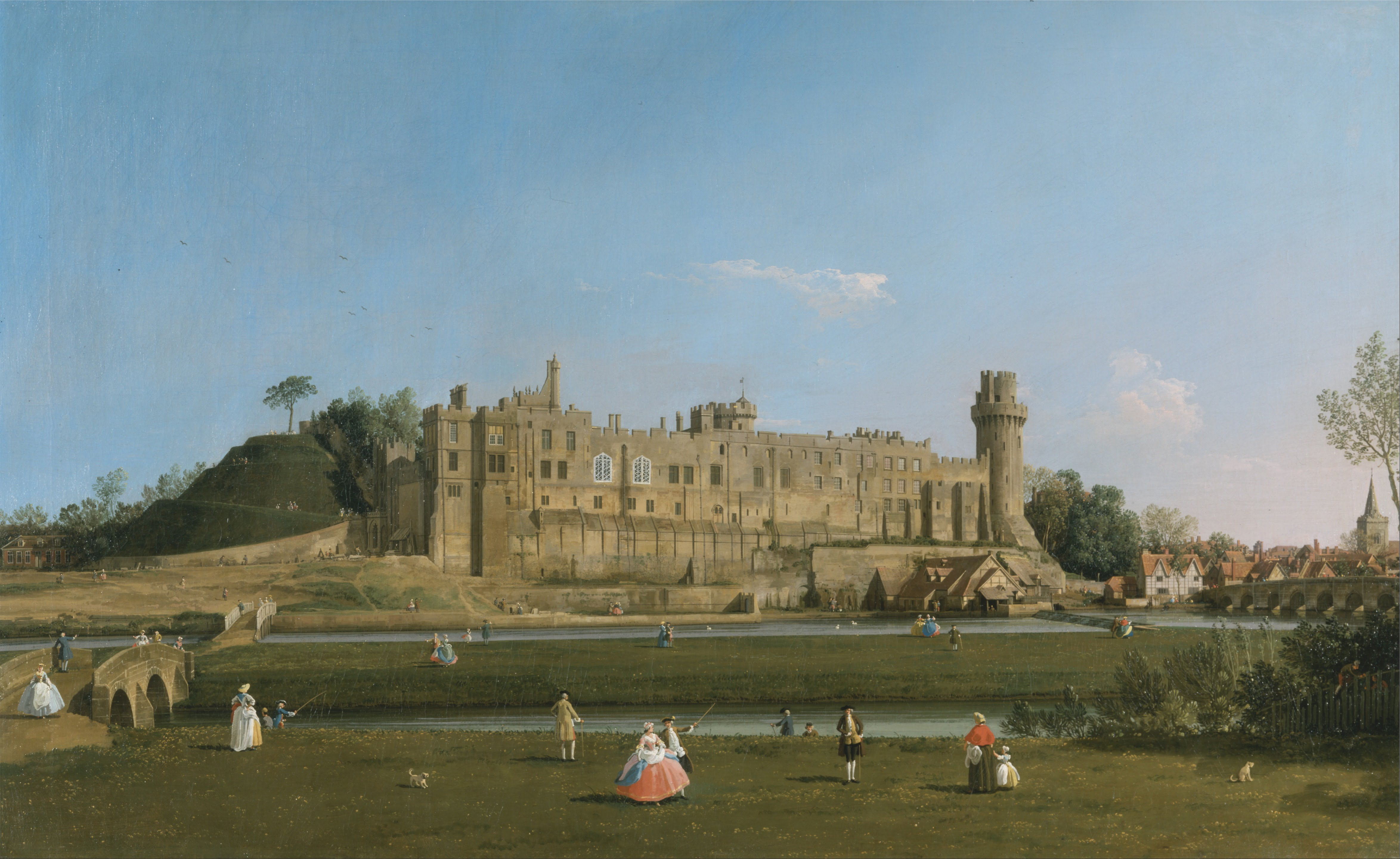
Le Château de Warwick (vers 1748, Centre d'art britannique de Yale).

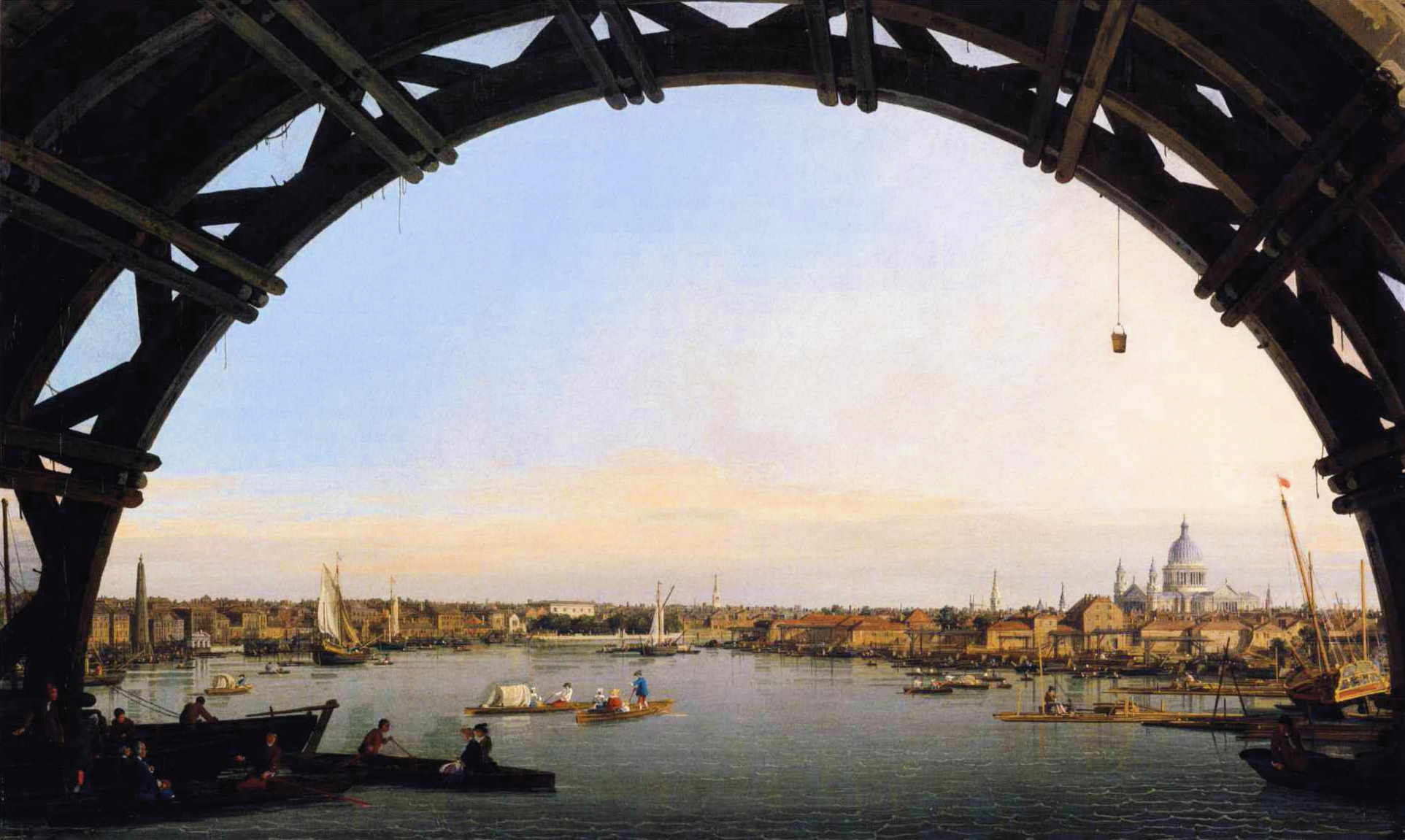
Vue de la
Tamise et de la City à travers une arche de Westminster Bridge (1747, collection particulière).

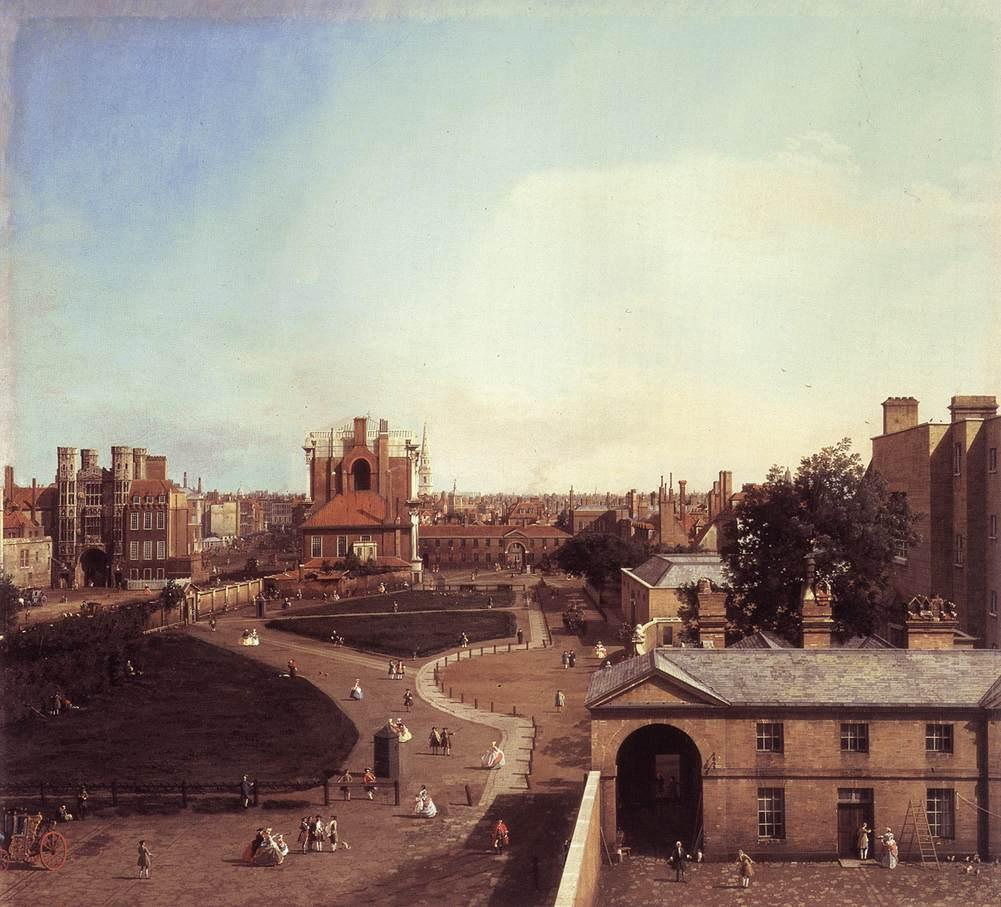
Whitehall et Privy Garden vue de Richmond House (1747, collection particulière).

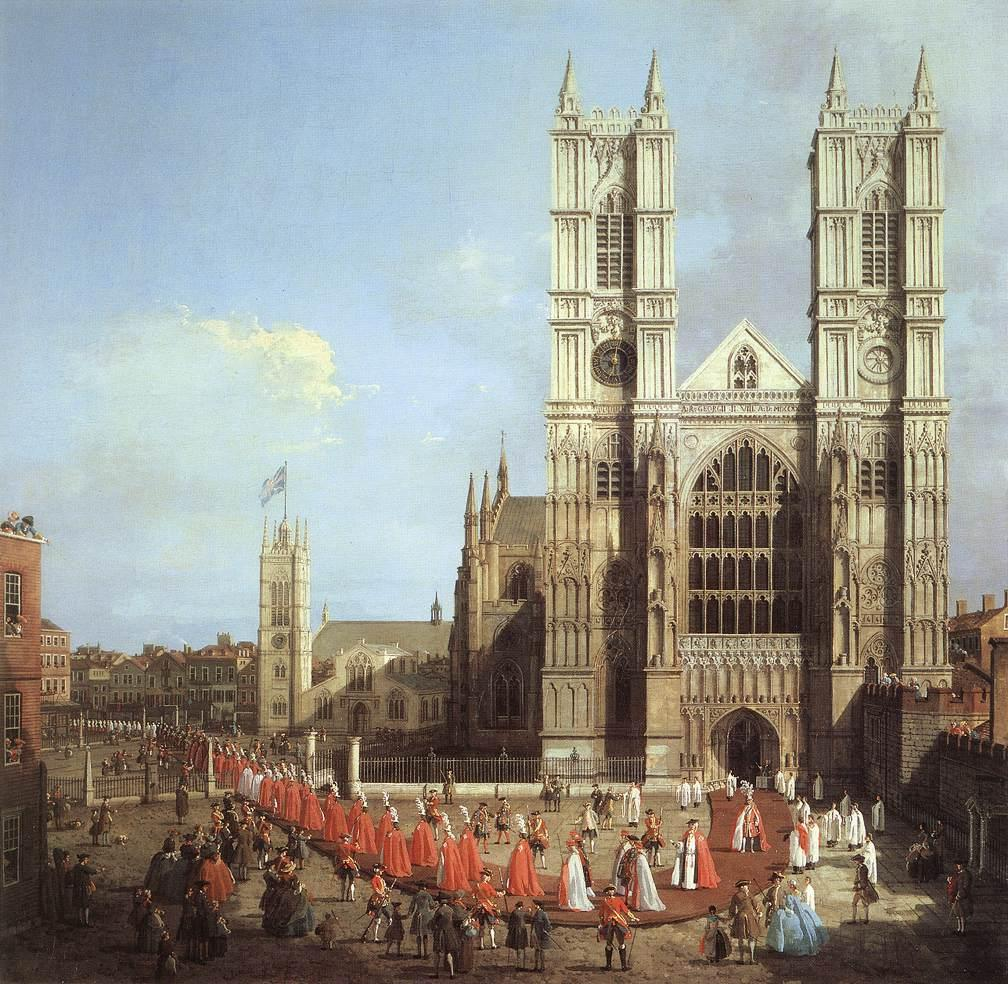
L'Abbaye de Westminster avec la procession de l'ordre du Bain, (1749, abbaye de Westminster).

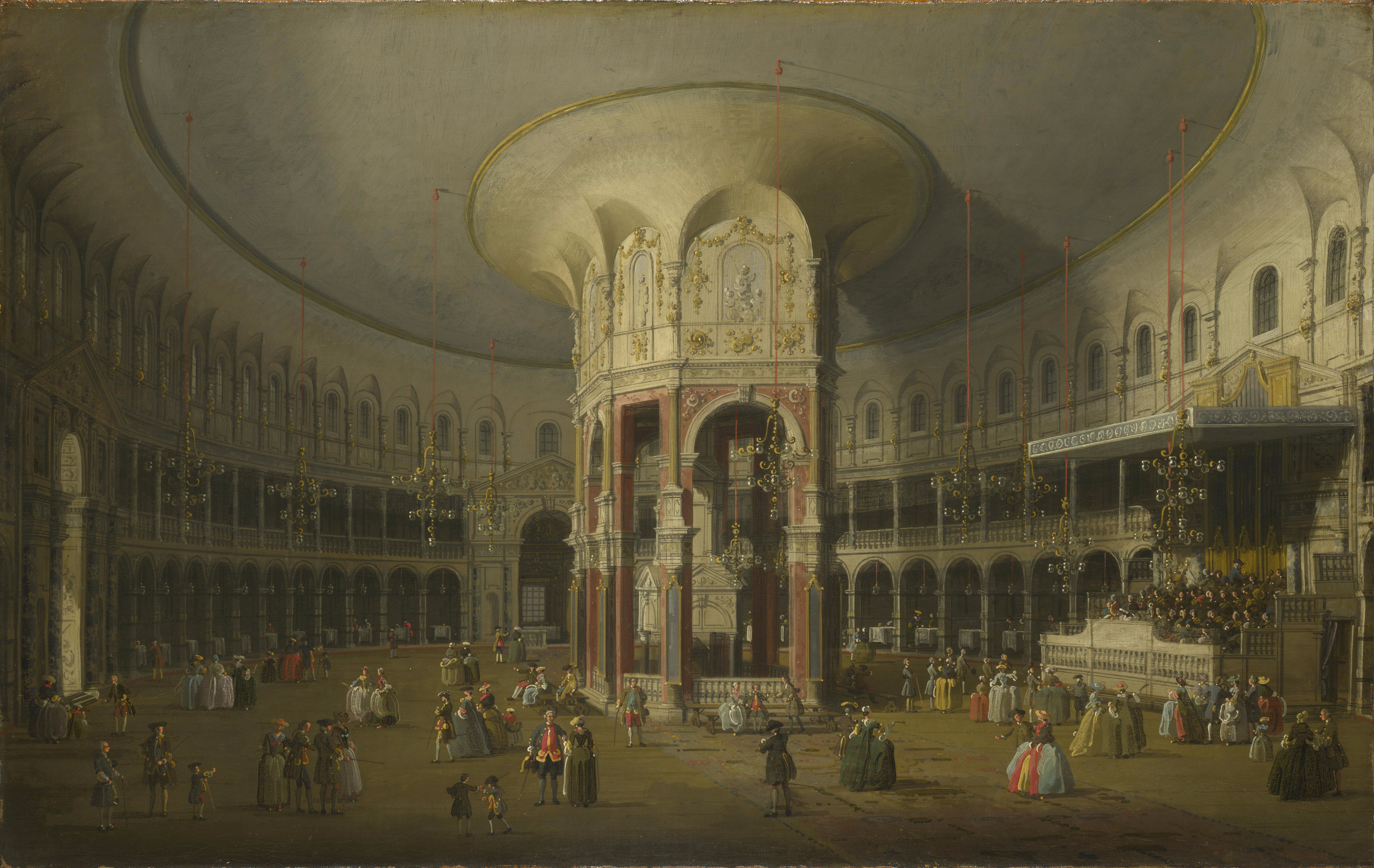
La Rotonde de Ranelagh (1754, Londres, National Gallery).

Canaletto part pour Londres en 1746, âgé de 49 ans. De nombreux peintres italiens avant lui avaient fait des séjours en Angleterre, attirés par les possibilités offertes ; parmi eux, la famille Ricci (Canaletto admirait tout particulièrement Marco), Pellegrini, Amigoni, Bellucci. George Vertue, antiquaire, graveur, et chroniqueur, note dans un de ses carnets :
« 
À la fin mai [1746] arrive à Londres, en provenance de Venise, le peintre de vues Canaletti de Venise, la multitude de ses œuvres faites à l'étranger pour de nobles anglais et gentilshommes lui a procuré une grande réputation & par ses excellents talents et l'excellence dans ce domaine, il est tenu en grande estime et sans doute ses vues et les œuvres qu'il réalisera ici donneront la même satisfaction - bien que beaucoup de personnes possèdent déjà beaucoup de ses tableaux. »
Pour préparer son arrivée à Londres, Joseph Smith écrit à McSwiney. Celui-ci entre en contact avec Thomas Hill, l'ancien précepteur du duc de Richmond (ancien client de Canaletto, notamment pour la série d'allégories de tombes). Le contact aboutira, en 1747, à La Tamise et la City de Londres vue Richmond House et son pendant Whitehall et Privy Garden vue de Richmond House. Le tableau a inspiré la phrase « Canaletto voit Londres avec les yeux d'un Vénitien ».
Mais le grand événement à Londres à cette époque est la construction du pont de Westminster, qui est le deuxième pont sur la Tamise et dont le projet est en gestation depuis près d'un siècle. Les sponsors du nouveau pont sont le duc de Bedford, le duc de Richmond, et sir Hugh Smithson, futur duc de Northumberland. Les deux premiers sont déjà d'anciens clients de Canaletto, et le troisième devient un nouveau important client et mécène. Le pont de Westminster est donc un sujet peint plusieurs fois. En 1746, il le peint une première fois, le jour de l'entrée en fonction du lord-maire (le 20 octobre 1746). Il a anticipé le pont terminé, décoré de deux statues sur l'arche centrale, alors que la forme finale du pont, des années plus tard, ne comporte plus ces statues.
La construction du pont, dont la première pierre est posée en 1739, dure douze ans. La fameuse toile Londres vue à travers une arche du pont de Westminster de 1746-1747 montre l'échafaudage qui maintient l'arche en construction, avec un seau qui y est accroché. C'est le premier tableau peint pour sir Hugh. En 1747, l'une des arches du pont s'affaisse et, en 1749, Canaletto retient les travaux de réfection dans un dessin.
Canaletto ne manque pas d'admirateurs, et de mécènes, à Londres ou dans les maisons de campagnes où il séjourne. Dans sa nouvelle clientèle, figure le prince de Bohême Johann Georg Christian von Lobkowitz et l'Anglais Hugh Percy, futur 2d duc de Northumberland. Canaletto réussit rapidement à obtenir des commandes variées de toute l'aristocratie anglaise. Canaletto est invité à la campagne, pour peindre les résidences et châteaux de ses commanditaires. Il quitte Londres, et retrouve dans la campagne la lumière qui est familière de ses tableaux. Il peint en 1747 le château de Windsor. Il peint de nombreuses vues de parcs et de bâtiments londoniens. Canaletto, habitué à peindre les vues urbaines d'une Venise riche de bâtiments et pleine de personnages affairés, commence à représenter des paysages calmes et dépourvus de constructions complexes. Des exemples en sont des peintures comme Le Château de Warwick, réalisé pour Francis Greville, futur duc de Warwick, et quelques vues de la Tamise dans lesquelles il peut utiliser les techniques dont il se servait pour représenter les canaux et les bassins de Venise. Une peinture commémorative représente l'abbaye de Westminster avec la procession des cavaliers de l'ordre du Bain : elle s'apparente, dans la conception et l'exécution, aux peintures des fêtes luxueuses de la république de Venise.

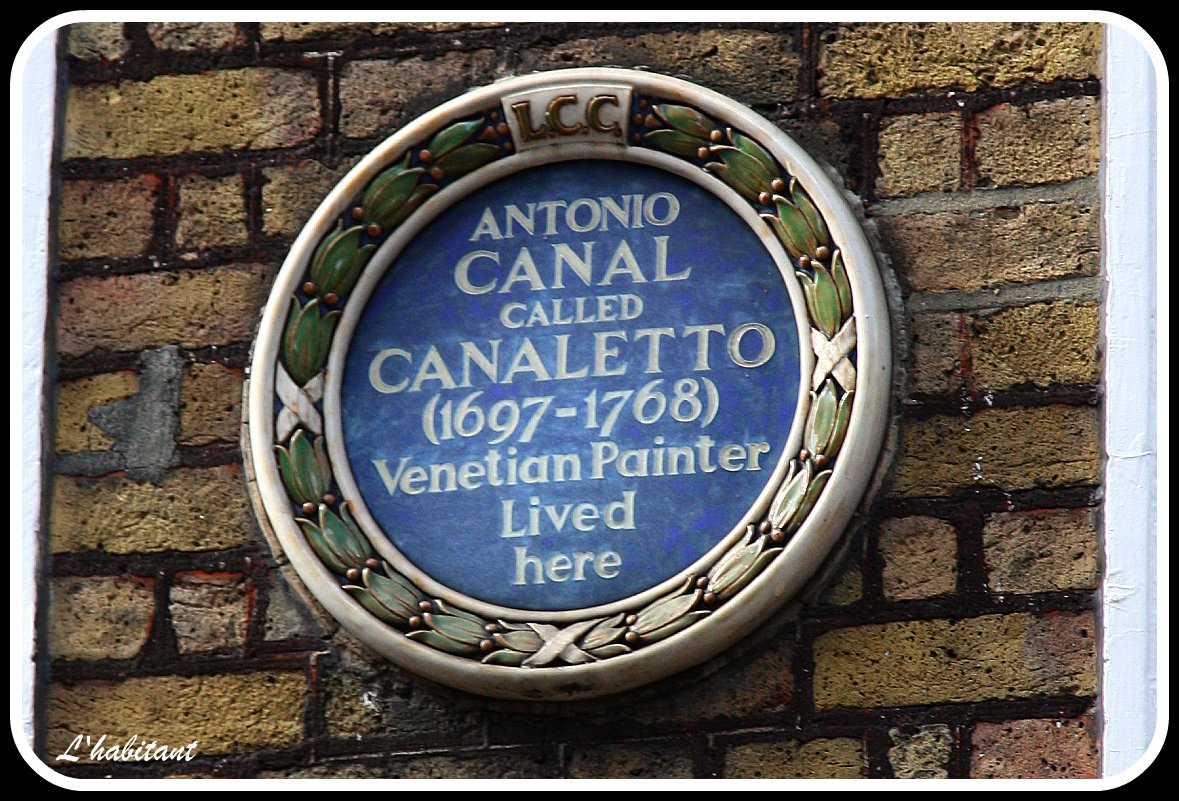
Plaque commémorative, à Londres, Beak Street, W1.

Canaletto interrompt son séjour en Angleterre au moins une fois. Il est à Venise entre septembre 1750 et mai 1751. Peut-être veut-il rentrer parce que les commandes diminuent et la situation à Venise s'améliore. Il achète une propriété sur le Zattere qui, à sa mort, constitue pratiquement son seul bien. Pendant qu'il séjourne à Venise, Smith publie une troisième édition du prospectus. Probablement aussi pendant ce séjour, il peint une paire de tableaux, Londres vu de la terrasse de Somerset House. Il est à Venise peut-être aussi en 1753.
Au retour de Venise, en 1752, Canaletto compte deux clients fidèles : lord Brooke qui devient en 1759 comte de Warwick et le nouveau comte de Northumberland. Le premier lui commande une vue du château de Warwick, 
le deuxième le tableau d'Alnwick Castle, de Northumberland House et d'autres. La Intérieur de la rotonde de Ranelagh (un lieu de divertissement) est un de six tableaux commandés à Canaletto à la fin de son séjour, vers 1754. Une importante commande de six tableaux émane de Thomas Hollis, un « riche excentrique » Il fait un choix assez éclectique : La Rotonde de Ranelagh (un lieu de divertissement), Vue du pont de Walton, un capriccio à partir de bâtiments qui entourent Whitehall.

### De retour à Venise

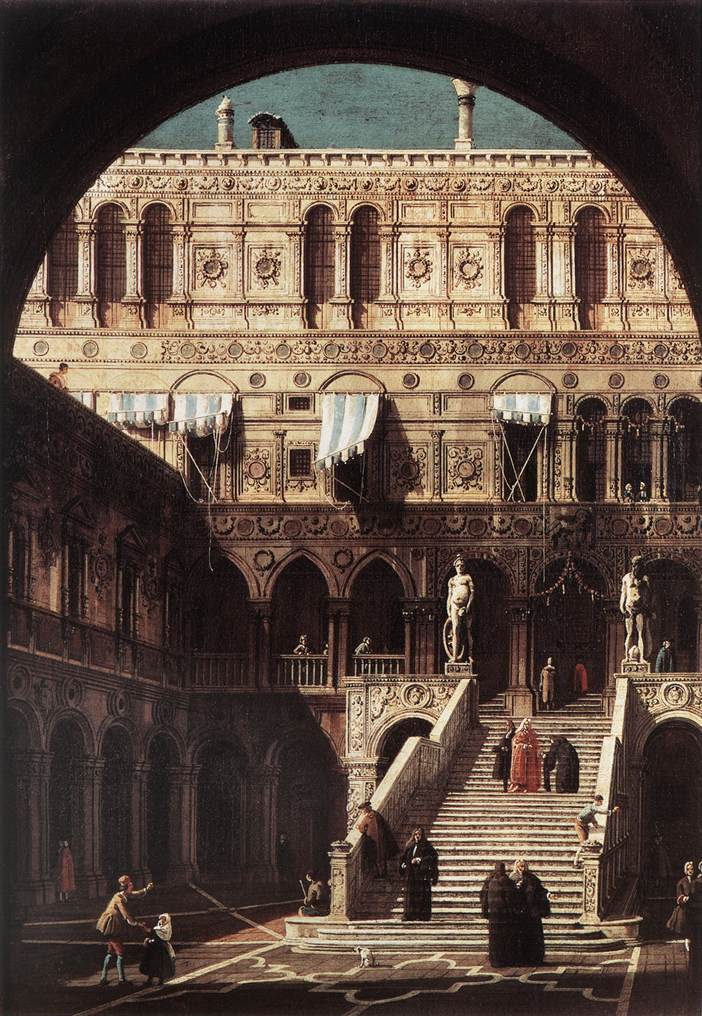
Escalier des géants (1765, collection particulière).

Après un séjour de près de dix ans en Angleterre, Canaletto revient dans sa ville natale en 1755 ou 1756 et ne se déplacera plus.
En 1755, Canaletto peint l'intérieur de Saint-Marc. Il a comme dernier client important Sigmund Streit, un Allemand ayant réussi en affaire, et retraité à Venise depuis 1750. Il commande six tableaux à Canaletto, parmi lesquels un Grand Canal et un Campo di Rialto en 1756. Le style de ces tableaux se rapproche tant des compositions antérieures que l'on peut difficilement penser qu'ils datent d'une époque tardive, mais certains des bâtiments, et notamment le nouveau palais de Smith, sont de cette date. 

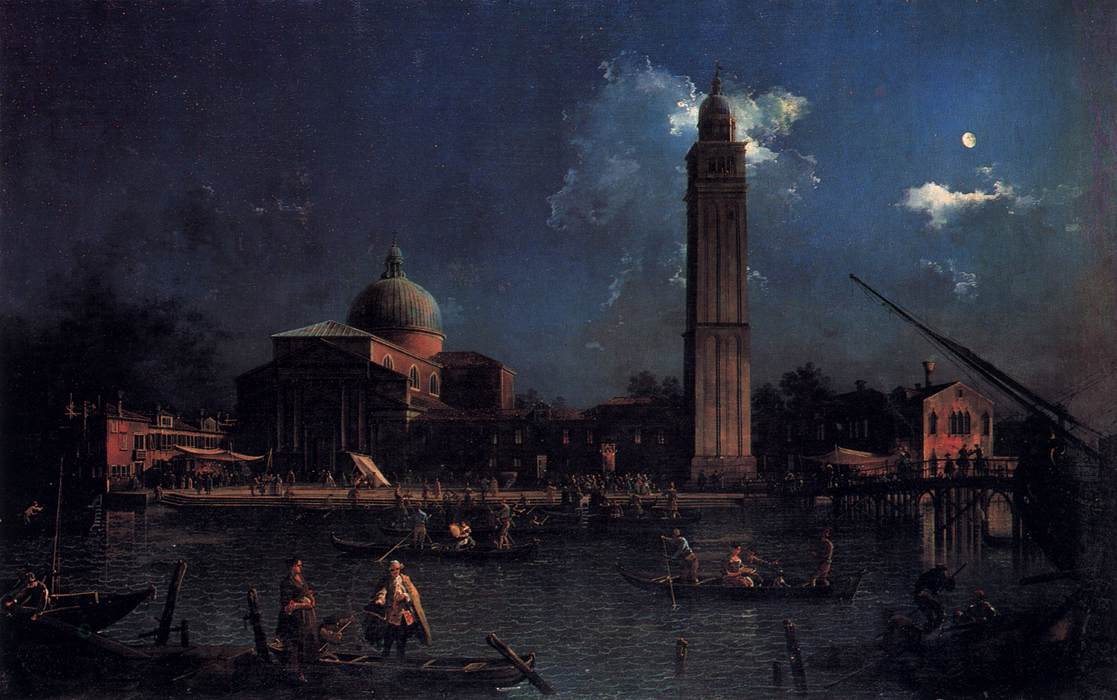
Veillée nocturne à San Pietro di Castello (vers 1760, Gemäldegalerie de Berlin).

Il peint également deux peintures de nuit Veillée nocturne à San Pietro di Castello et Veillée nocturne au bord de Santa Marta , toutes deux conservées à la Gemäldegalerie de Berlin, et dont on peut situer la réalisation entre 1758 et 1763. Ils figurent parmi les rares tableaux de nuit de Giovanni Antonio Canal, et ils représentent les moments marquants de deux importantes célébrations : les gens joyeux sur les bateaux et sur les bords ne sont éclairés que par la lumière diffuse de la lune.
Dans un livre sur la famille Crewe écrit par un révérend Hinchliffe, on peut lire ceci :
« 
En 1760, John Crewe et Hinchliffe rencontrent une personne faisant un croquis du campanile sur la place Saint-Marc, et Hinchliffe se permit de regarder ce qu'il dessinait. Il reconnut immédiatement la main d'un maître et essaya le nom « Canaletti ». L'homme leva les yeux et répondit mi conosce après quoi une conversation s'ensuivit et Canaletto, ravi de trouver un expert en dessin aussi enthousiaste, invita Hinchliffe dans son atelier, où il l'accueillit le jour suivant et lui montra ses tableaux et ses dessins. La visite se termina le plus plaisamment du monde pour le voyageur : ayant demandé à Canaletto de lui permettre d'acheter le tableau qui allait être réalisé d'après le croquis qu'il avait vu faire sur place, non seulement Canaletto y consentit mais, de plus, lui offrit le dessin lui-même en cadeau.  »

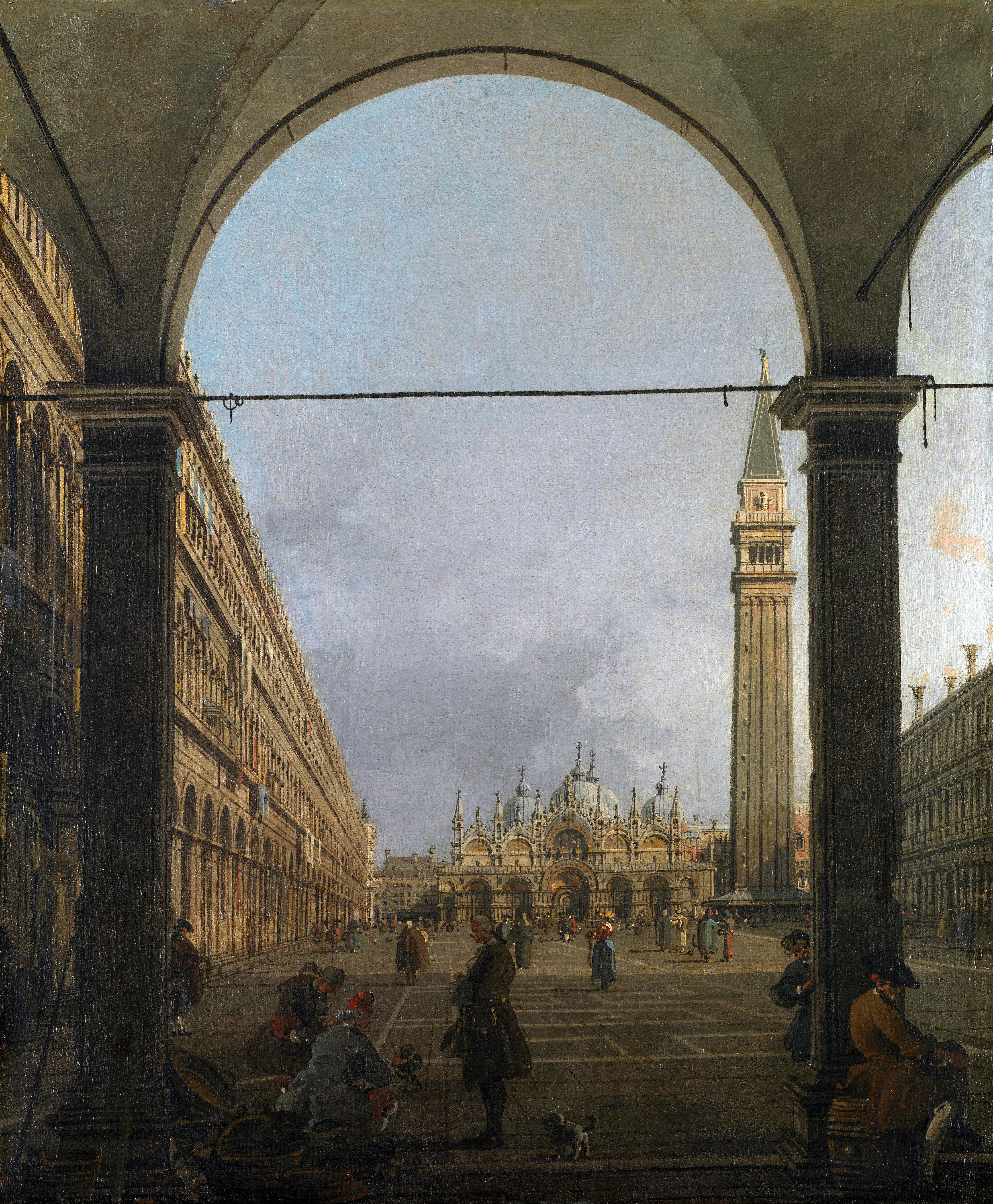
Place Saint-Marc vers l'est depuis l'angle nord-ouest (vers 1760, Londres, National Gallery).

En 1760, Canaletto signe aussi deux tableaux de la place Saint-Marc vers l'est vu de l'ouest, dont celui où on la voit apparaître sous une arche.
Un dernier recueil remarquable est constitué d'un ensemble d'eaux-fortes de « Solennità dogali », c'est-à-dire de moments de l'activité ducale empreints d'une certaine solennité, ou de fêtes, publiés peu après 1763. Les dessins sont très élaborés, et font plus d'un demi-mètre de large. On y voit le couronnement du doge dans l'escalier des géants, présentant ses remerciements dans la grande chambre du conseil, présenté à la foule sur Saint-Marc, le départ pour les cérémonies le jour de l'Ascension dans son Bucentaure, la fête du jeudi saint dans la Piazzetta, la procession du Corpus Christi autour de la place Saint-Marc, et d'autres, comme la réception d'ambassadeurs étrangers et le banquet qui leur est offert. Il n'existe pas de tableaux de ces scènes par Canaletto, mais ses imitateurs en ont produit une multitude. Francesco Guardi réalise des tableaux à partir de la totalité des douze dessins, dont la plupart sont maintenant au Louvre. Gradenigo, dans ses Notatori, accueille la publication des six premières gravures avec enthousiasme dans son journal du 8 avril 1766. La même année, Canaletto en publie quatre de plus.

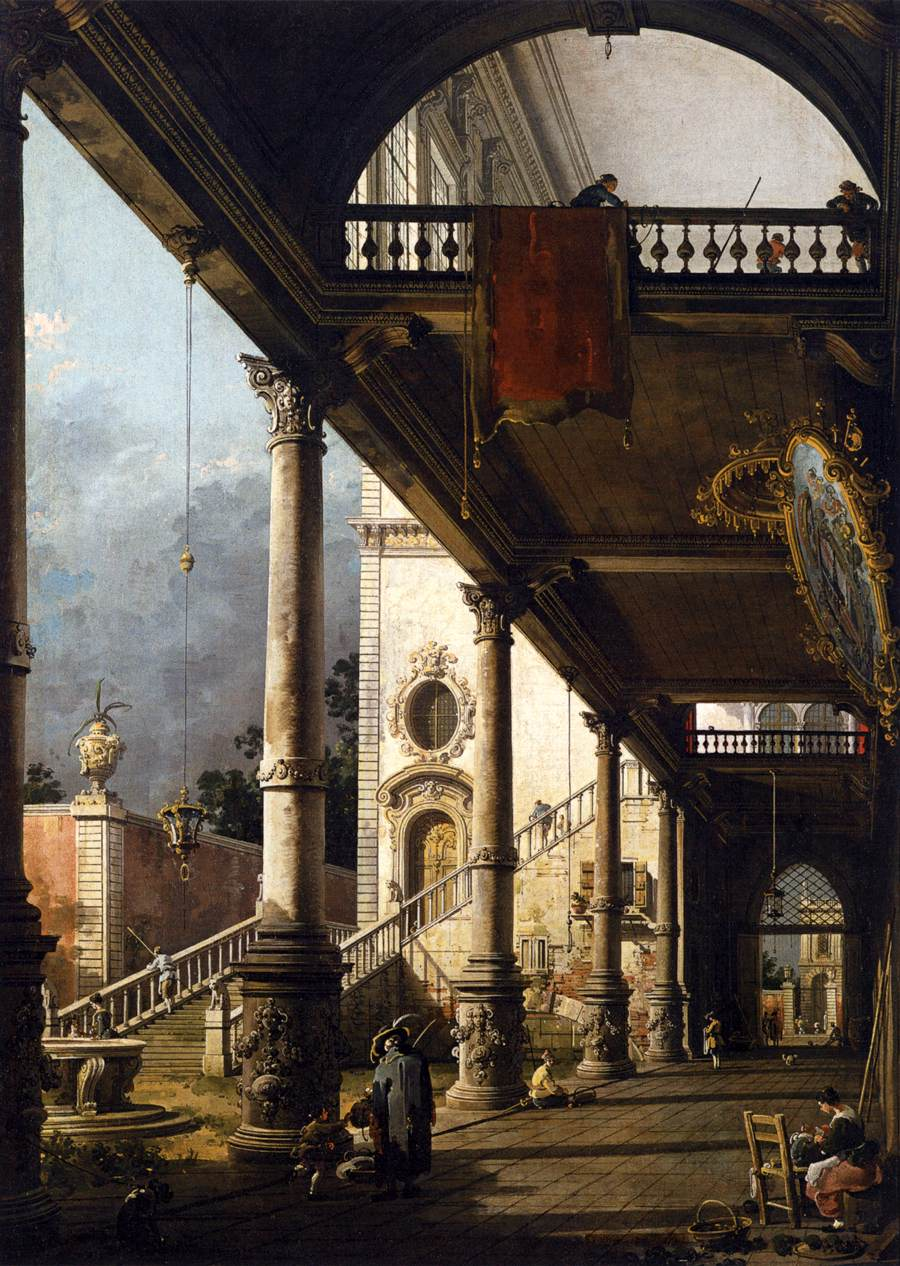
Perspective avec un portique 1765, pièce de réception à l'Académie.

Canaletto est élu à l’Académie de Venise (Accademia veneziana di pittura e scultura) en 1763. Son élection se fait non sans mal. Un premier scrutin, le 16 janvier, n'a pas réuni le nombre de voix nécessaires. Le deuxième scrutin, le 11 septembre, a dû son succès à l'appui d'Antonio Visentini. Sa pièce de réception, Perspective avec un portique, est un caprice genre peut-être marginal dans sa production artistique, mais qu'il affectionne. Il n'est pas impossible que ce choix réponde à une certaine condescendance de l'académie envers le genre védustiste, considéré comme un art mineur. Pourtant, le tableau a un grand succès. Il est exposé en 1777 sur la place Saint-Marc « pour honorer son auteur ». Il en existe un nombre considérable de répliques.
On connaît un dernier dessin de Canaletto, datant de 1766, représentant un groupe de musiciens chantant dans l'église Saint-Marc. Il est signé et comporte la fière annotation « anni 68, cenzza ochiali, anno 1766 » (fait à l'âge de 68 ans, sans lunettes, en l'an 1766). Depuis, on n'a plus de traces certaines de son activité : il est probable qu'il ait continué à peindre jusqu'à sa mort. Elle survient le 19 avril 1768, entouré de sa famille, après une « maladie longue et douloureuse », comme le note le chroniqueur Pietro Gradenigo dans ses annales, les Notatori . Il meurt dans sa maison de la Corte della Perina qui existe toujours, et est enterré dans l'église de San Lio à Venise ; la tradition veut que sa tombe se trouve sous le pavement de la chapelle Gussoni du XVe siècle dans l'église San Lio.

## Capriccietvues idéales

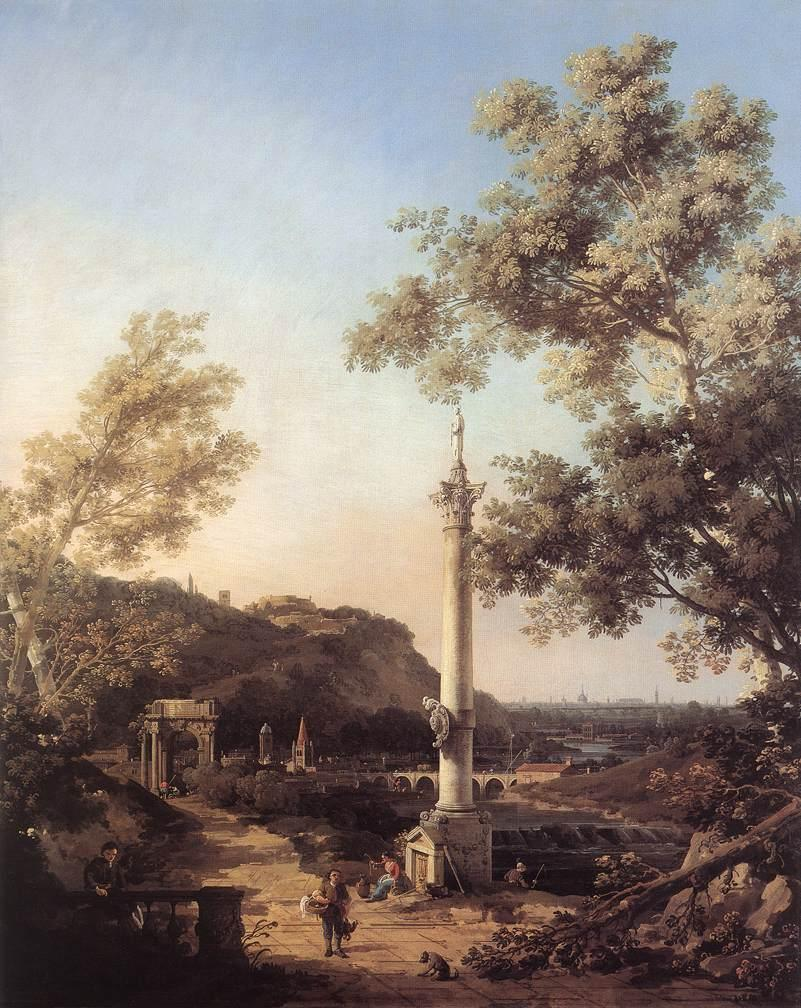
Cappricio avec paysage et colonne, (1754 National Gallery of Art).

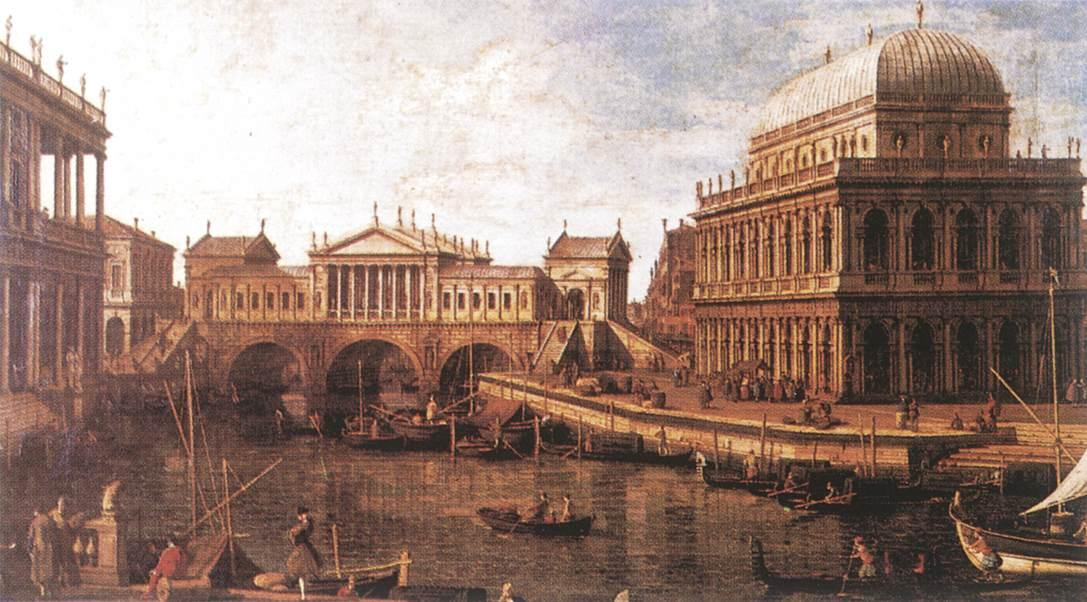
Capriccio palladiano (1740, Galerie nationale de Parme).

Les capricci, sorte de mélanges de ruines et de bâtiments anciens dans un paysage tourmenté, est un genre que Canaletto apprécie et exerce fréquemment. Les premiers dessins, du début des années 1720, et dont la paternité est encore incertaine, sont des capricci fait à Rome. En 1726, il participe aussi à la confection, pour McSwiney, des tombes imaginaires. Il y a également une série de capricci de Rome, composés de ruines et de bâtiments antiques, réalisés entre 1730 et 1735, dans la collection de Smith.
Les vues idéales sont des compositions ou recompositions architecturales qui rassemblent, en un lieu unique, des bâtiments existants ou imaginaires, assemblés selon un schéma fictif. Les bâtiments sont pris « ici et là », parmi des édifices existants ou en projet. Parmi ces vues idéales, le projet palladien du pont du Rialto est peut-être la plus connue.
Pendant la dernière phase de sa carrière, Canaletto approfondit le thème du caprice, déjà employé dans sa jeunesse : Caprice avec édifices palladiens (Capricio palladiano), conservé à la Galerie nationale de Parme est une œuvre marquante de ce style, réalisée entre 1756 et 1759. Elle représente la vue du quartier du Rialto selon le projet d'aménagement d'Andrea Palladio, avec le pont du Rialto et la Basilique palladienne de Vicence. L’œuvre conjugue des éléments réels (le quartier du Rialto), avec des éléments tout autant réels mais situés ailleurs (la Basilique de Vicence), et des éléments imaginaires, comme le pont du Rialto selon le projet palladien. Il montre ce que serait devenu le quartier du Rialto si le projet d'Andrea Palladio avait été retenu plutôt que celui d'Antonio da Ponte.

## La technique de Canaletto

### La Chambre noire et leQuaderno

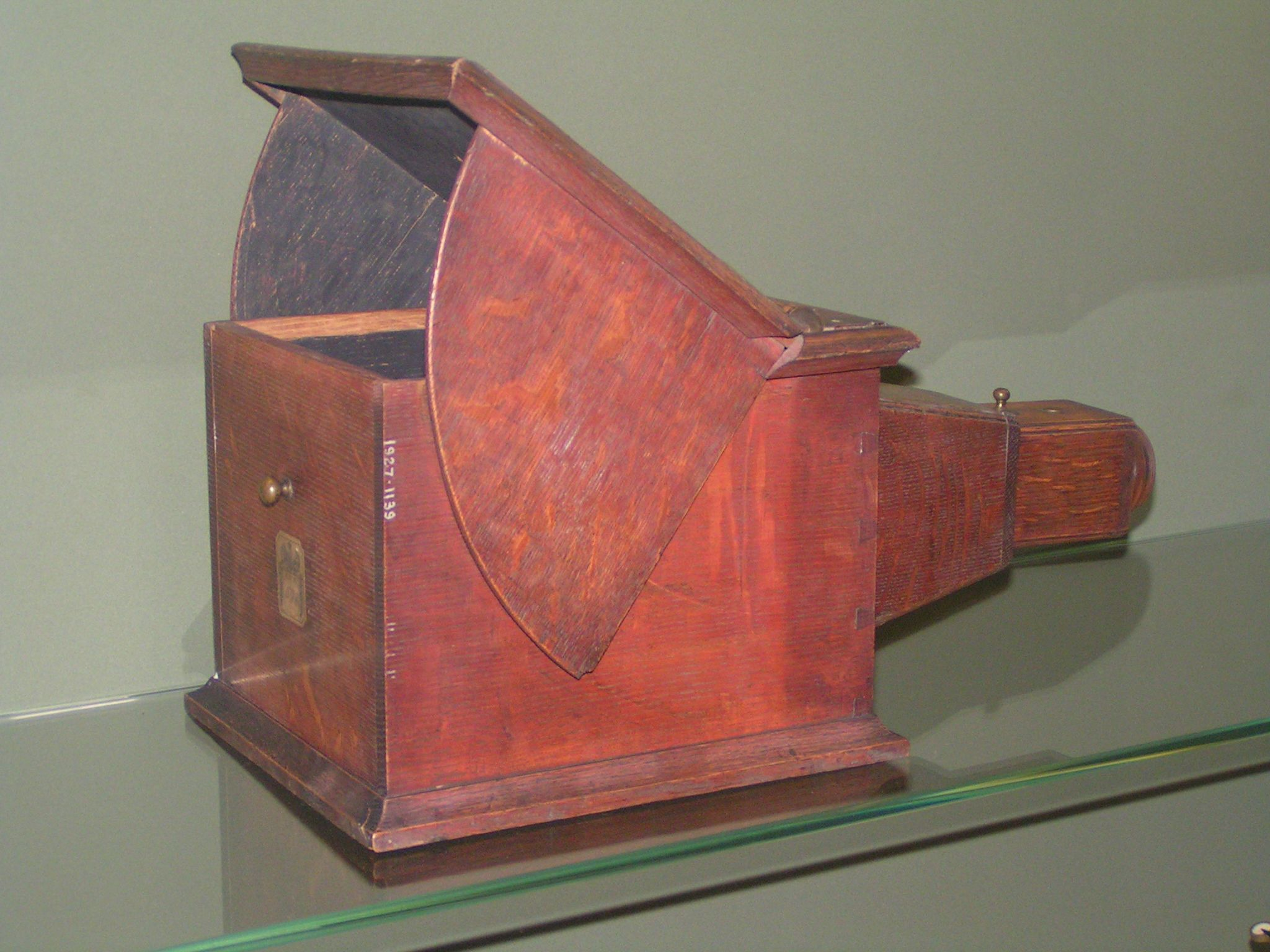
Chambre optique (Science Museum de Londres). Proche du modèle « Canaletto » conservé au Museo Correr de Venise et utilisé par Canaletto.

La chambre noire ou chambre optique (en latin camera obscura), est un instrument d'optique utilisé fréquemment en peinture pour obtenir une image fiable de la réalité. Le dispositif consiste en une lentille, et éventuellement d'un miroir. La scène réelle est focalisée, au moyen de la lentille, et projetée sur un plan sur lequel le peintre peut, après avoir fixé une feuille de papier, retracer les contours. Pour faciliter la vision, le plan de projection est enfermé dans un caisson qui l'abrite de la lumière extérieure, d'où l'adjectif de chambre obscure. Le croquis obtenu peut être ensuite, dans l'atelier du peintre, reporté et peint sur la toile. Canaletto est un utilisateur systématique de ce dispositif, mais il est conscient, comme il le confie à Zanetto, un contemporain, « des défauts qu'elle engendre », car il n'est qu'une aide technique et ne remplace pas le talent de l'artiste.

### Canaletto et la «réalité»

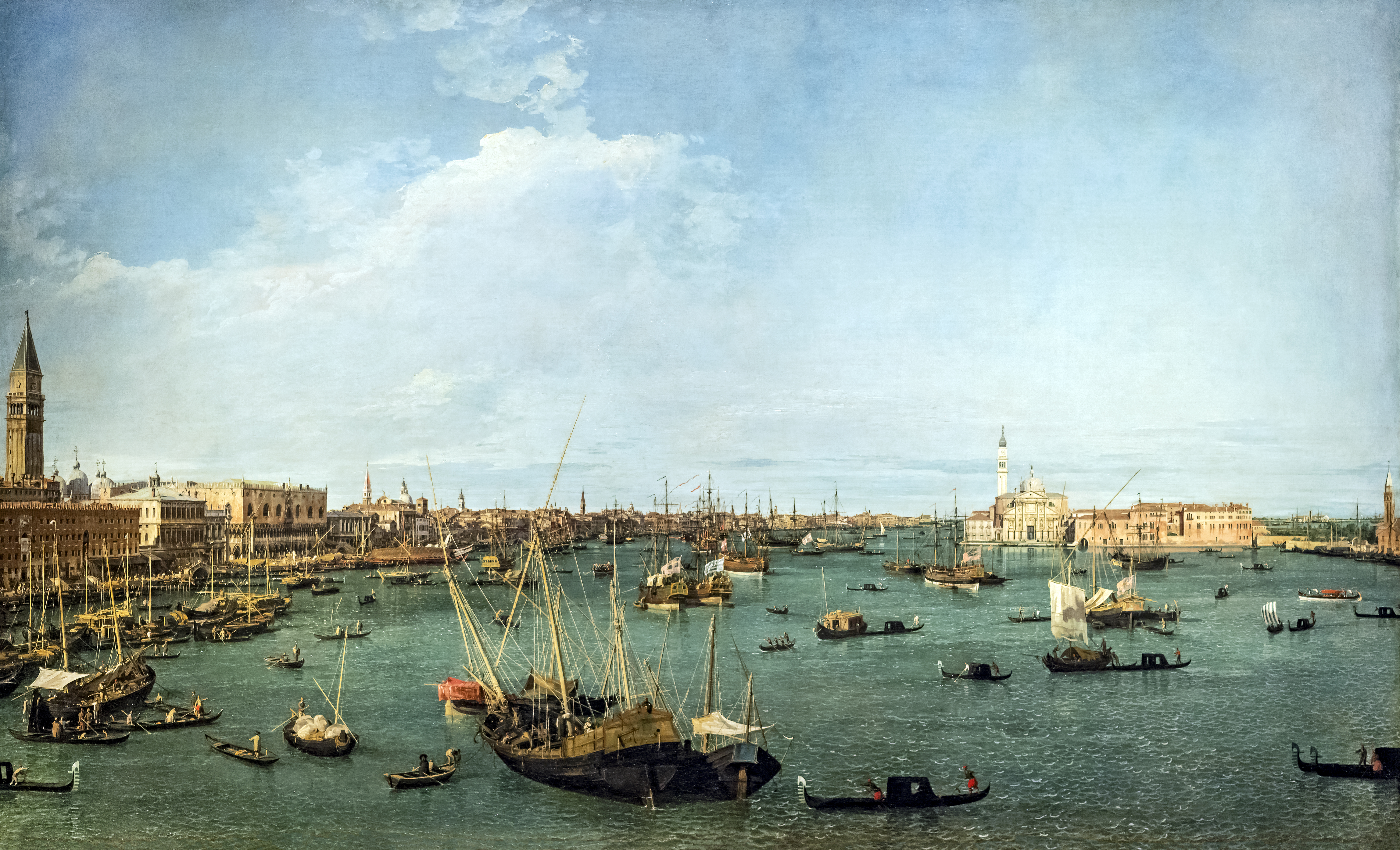
Le Bassin de Saint-Marco (vers 1738, musée des beaux-arts de Boston).

Ses vedute prennent quelques libertés avec la stricte réalité, avec des modifications de la perspective et des déformations de certains bâtiments afin d'améliorer la composition globale de ses tableaux. Canaletto, dans ses peintures, propose une interprétation du réel, plutôt que de faire preuve d'une exactitude topographique irréprochable. Les divers dessins des lieux accumulés durant la phase préparatoire sont ensuite assemblés sur la toile selon un procédé qui ne cherche pas à éviter les distorsions ou les inexactitudes fantaisistes. Sa démarche relève de l'interprétation de la réalité, il transcrit sa vision sur la toile. Dans le Bassin de Saint-Marc de Boston, exécuté depuis un point de vue surélevé qui correspond à la Pointe de la Douane, on remarque par exemple que le rendu pictural de San Giorgio Maggiore est très éloigné de la réalité. Dans la toile de Canaletto, l'église est vue de face, comme si elle était tournée vers la Pointe de la Douane, alors qu'en réalité elle est orientée vers la Piazzetta. Canaletto a assemblé plusieurs points de vue dans cette œuvre au champ visuel tellement vaste que l’œil humain ne peut l'embrasser dans sa totalité. Son objectif est de proposer la vue la plus large possible du bassin de Saint-Marc, du grenier à blé à gauche jusqu'à l'extrémité de la Guidecca à droite.

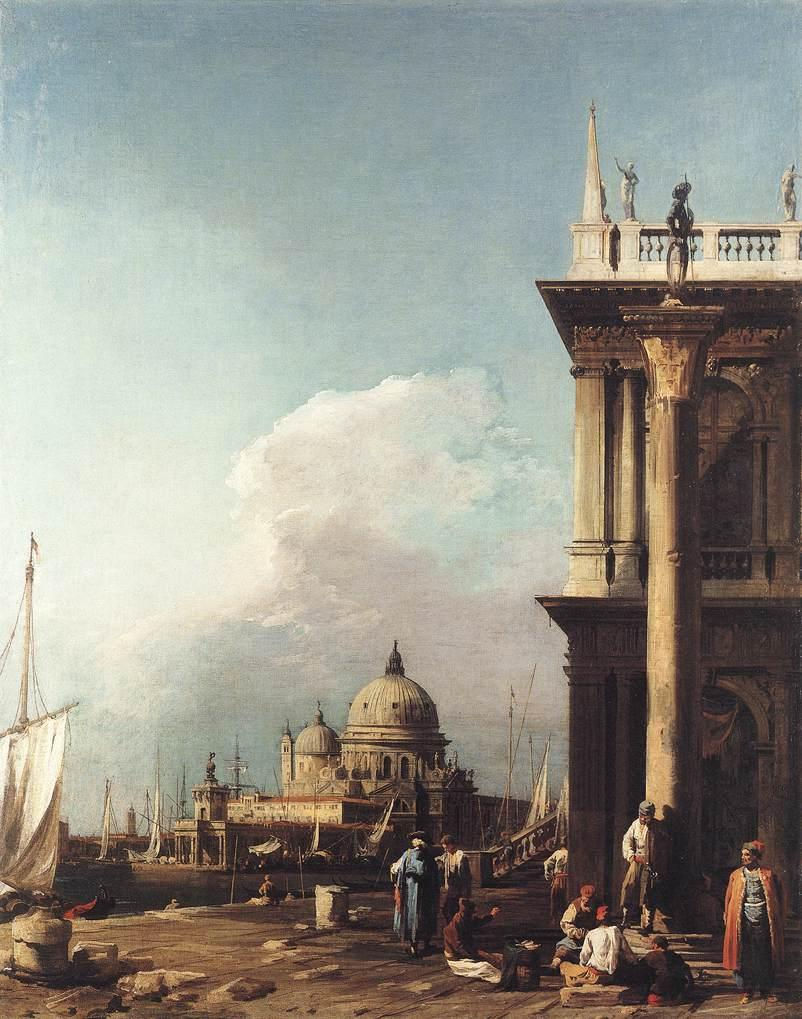
Piazzetta vers S. Maria della Salute.

Un autre exemple donné par Links sur le tableau Piazzetta vers S. Maria della Salute, décrit la liberté que prend Canaletto dans la mise en place des monuments, tout en respectant parfaitement la perspective. La colonne de S. Teodore est placé devant la Bibliothèque, mais de manière à paraître plus basse que celle-ci, alors qu'en réalité elle est aussi haute, et donne l'impression, à quiconque placé en bas, d'être plus haute. Le Ponte della Pescaria, que l'on voit derrière la Bibliothèque, a été rapproché de plusieurs pas, car le spectateur le verrait difficilement là où il est supposé se trouver. Le groupe de personnages qui entourent la base de la colonne sont conçus et peints avec une finesse exceptionnelle.
De manière encore plus tranchée, J. C. Links écrit :
« 
De son vivant, A. M. Zanetti et d'autres écrivains appliquaient aux œuvres de Canaletto les termes de « justesse » (aggiustarezza) et de « réalité » (la vera) dans un sens que l'on pourrait qualifier aujourd'hui de « photographique ». Mais tenons-nous en aux faits : pour composer une image, il se servait de points de vue, non seulement à droite et à gauche de l’original, mais plus ou moins près, ou loin, de son sujet. Il renversait les bâtiments, en ajoutait d'autres, invisibles depuis son point de vue, réorganisait à sa guise les courbes du Grand Canal, rapprochait ou éloignait l'arrière-plan comme cela l’arrangeait, changeait la vue des toits et simplifiait l'architecture. Il ouvrait une vue sur les côtés, comme les pages d'un livre, pour montrer les bâtiments sous un angle qui lui convenait. Dans la plupart de ses œuvres, Canaltto est parti du sol pour exécuter son dessin, avant d'élever le point de vue dans limage finale, souvent à tel point que le spectateur a l'impression de regarder à travers une fenêtre très haute qui n'existe pourtant pas. Il faisait usage de ces procédés de manière constante : Canaletto était le seul à savoir comment atteindre son but, créer une œuvre d'art.  »
— J. G. Links, Canaletto, p. 20

### LeQuaderno

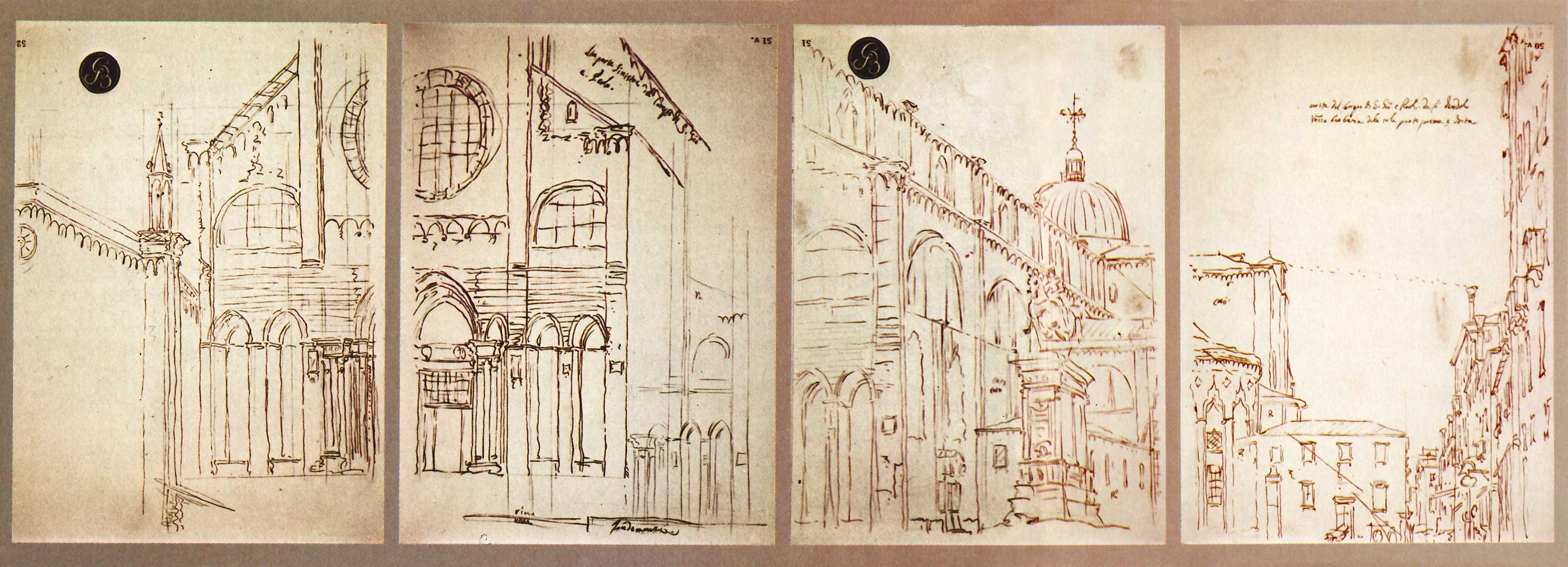
4 pages du Quaderno (Gallerie dell'Accademia de Venise).

Certains de ses croquis, obtenus par la chambre noire ou dessinés sur le vif, sont achevés en atelier et deviennent des dessins ou sont gravés. La collection royale du château de Windsor en possède une riche collection. À Venise est conservé le carnet de dessins, le seul connu, appelé Quaderno. C'est un petit volume (17,5 × 23,5 cm) composé de sept fascicules. Certaines pages ont été coupées avant qu'il ne soit relié au XIXe siècle ; il contient maintenant 148 pages dont 138 dessins de Venise. Il est conservé aux Gallerie dell'Accademia de Venise. Très souvent accompagnées d'inscriptions de la main de l'artiste, les dessins sont réalisés au crayon noir, crayon rouge, à la plume et à la mine de plomb, plus rarement à l'aquarelle. Les cinq fascicules centraux pourraient avoir été exécutés en 1731, date à laquelle Canaletto obtient une commande de vingt-quatre tableaux de la part de John Russel, de passage à Venise. Le premier fascicule, grâce à un détail du clocher de San Giogio Maggiore, a pu être daté d'avant 1928. Ces croquis montrent la maîtrise technique et la qualité d'observation de Canaletto.

### La précision du détail

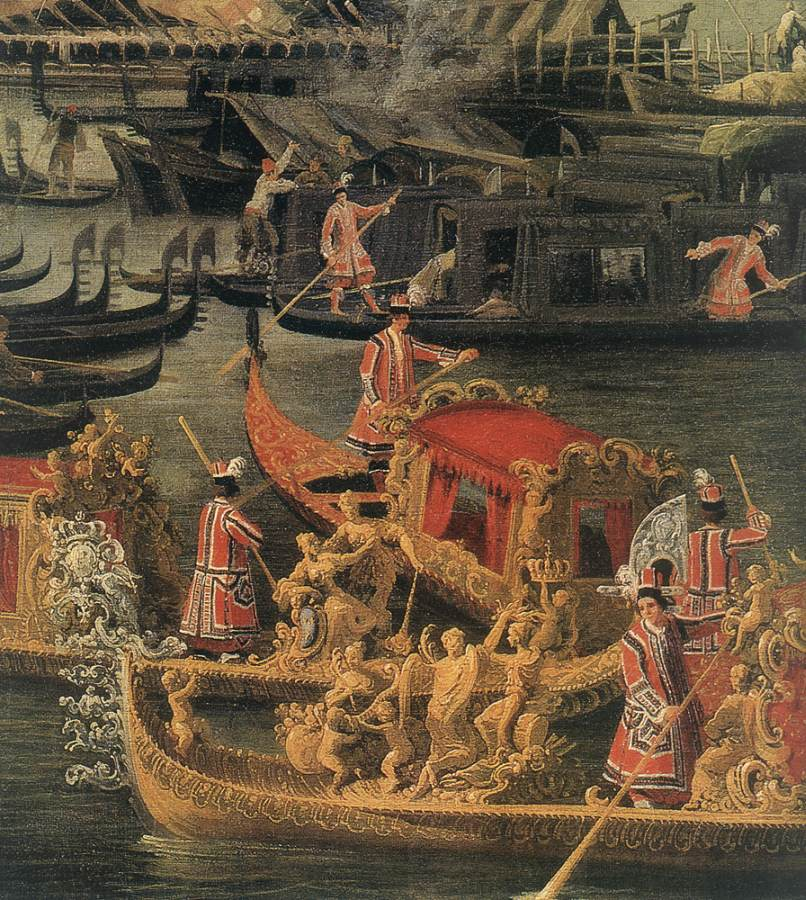
Réception de l'ambassadeur français (détail).

Les vues sont parsemés de détails qui, s'ils se répètent d'un tableau à l'autre sous des formes variées, confèrent aux scènes une animation curieuses ou plaisante. On ne compte pas les personnages aux fenêtres, les stores mal relevés ou bancals, les personnages qui se soulagent discrètement contre un mur, les mendiants, les avocats imposants dans leurs habits rouge vif, les laquais dans leur uniformes. Ces personnages sont souvent posés, immobiles, par groupes, devisant ou regardant, sous un soleil qui éclaire la scène d'une lumière vive. Et même les détails les plus petits sont rehaussés de points lumineux blancs qui leur confère un éclat.

## Ses successeurs
Michele Marieschi (1710-1743) plus qu'un successeur, est un concurrent. Il s'installe à Venise en 1735, après un séjour en Allemagne, et dans son atelier il peint, secondé par d'autres spécialisés dans certains thèmes comme les personnages, un nombre impressionnant de tableaux (on en compte deux cents) en quelques années, jusqu'à sa mort en janvier 1743. Lui aussi publie un recueil de gravures, le Manificentiores Selectionesque Urbis Venetiarum Prospectus, en 1741, qui contribue à sa renommée.
Bernardo Bellotto, son neveu, travaille dans l'atelier de Canaletto depuis son enfance. Il fait avec son oncle les voyages autour de Venise, le long du canal vers Padoue, aux alentours de 1742. Il contribue à la fabrication des vues de son oncle. Quand Canaletto part pour Londres, Bellotto reste à Venise jusqu'en 1747. Il est appelé à la cour du Prince-électeur Frédéric-Auguste II de Saxe, roi de Pologne sous le nom de Auguste III. D'après Links, le prince espérait attirer Canaletto lui-même, et Bellotto est son deuxième choix. Bellotto reste onze ans à la cour de Dresde, à peindre des vues des villes du royaume. Vers 1758, il part à Vienne, y reste deux ans. Après un court séjour à Munich, en 1760, il retourne à Dresde en 1761 et y reste jusqu'en 1766. Il part à Varsovie et y reste jusqu'à sa mort en 1780. Bellotto s'est aussi nommé Canaletto, ce qui peut prêter à confusion. D'ailleurs, George Vertue mentionne la présence de deux Canaletti à Londres à un moment où il considère que les travaux de Canaletto sont de qualité inégale, et suppute que cela vient de l'intervention de l'autre Canaletto. George Vertue, le chroniqueur anglais qui jamais ne manque l'occasion d'une pique, ajoute en 1749 que « Bellotto fut formé par son oncle, et il progressa si vite qu'il fut bientôt surnommé "le jeune Canaletto". Mais cette renommée déplut à son oncle, qui le chassa ». Rien n'atteste cette brouille.
Francesco Guardi né en 1712, entre dans l'atelier de son frère aîné Gianantonio où il reste jusqu'en 1760, mort de son frère. Les « frères Guardi » ont réalisé de nombreuses copies de tableaux, dont une centaine pour le maréchal de Schulenburg et d'autres pour un compte Giovanelli. À la mort de son frère, Francesco se lance en 1760 dans une carrière de védutiste. Il produit un grand nombre de tableaux et de dessins, souvent difficile à dater. En trente ans de védutiste, il réalise beaucoup plus de tableaux que Canaletto en cinquante ans. Il ne connaît pas le même succès que Canaletto durant sa vie, les Anglais étant moins intéressés. Il entre à l'Académie sur le tard, en 1784, à soixante-quatorze ans.
Giambattista Tiepolo né en 1696, contemporain de Canaletto, les œuvres qui ont fait sa réputation sont les grands cycles de fresques qu'il a peints à Venise et dans sa région. Il fut le mari de Maria Cecilia Guardi, sœur des peintres vénitiens Francesco Guardi et Gianantonio Guardi.
Prix d'un Canaletto
En juillet 2007, une Vue du Grand Canal du Palazzo Balbi au Rialto, a été adjugée chez Sotheby's de Londres pour 18,6 millions de livres (21,16 millions d'€ 2022). Il est aujourd'hui conservé à la Ca' Rezzonico de Venise.
Le 4 juillet 2012, un beau dessin à l'encre brune et aquarelle grise, Le Campo San Giacomo di Rialto est adjugé près de 2 millions de livres (2,29 millions d'€ 2022).

## Critiques
Bien entendu, Canaletto n'a laissé indifférent ni ses contemporains, ni les historiens d'art. Voici quelques avis, repris parmi ceux collectés dans (Puppi 1975, p. 8-14) :
« 
Antonio Canale qui, dans ce pays, stupéfie tous ceux qui voient ses œuvres, suit la manière de Carlevarijs; mais [dans ses tableaux] on voit luire le soleil. »
— A. Marchesini, lettre à Stefano Conti, juillet 1725
« 
J'espère que [ces tableaux de Canaletto] vous plairont quand ils seront finis; je suis peut-être un peu trop exigeant dans mon choix, car sur vingt tableaux, j'en ai rejeté dix-huit. J'en ai vu par exemple plusieurs, qui avaient été envoyés à Londres, dont je ne voudrais pas chez moi et dont je ne donnerais pas deux pistoles. En fait, l'homme est avide et insatiable; et comme il est célèbre, les gens sont ravis de payer tout ce qu'il demande. »
— O. McSwiney, lettre à John Conduitt, 27 septembre 1730
« 
Pour la pénétration, le goût et la vérité, seuls quelques maîtres anciens sont comparables à ce peintre de vedute dont personne n'approche de nos jours. »
— A. M. Zanetti (en), Descrizione di tutte la pubbliche pittura..., 1733
« 
...Canaletto s'est distingué dans le talent de peindre des vues, et a fait pendant longtemps des tableaux de ce genre que la finesse de la touche, la vérité qu'il y mettait, et la singularité des aspects, ont fait rechercher des étrangers, et surtout des Anglais pour lesquels il a beaucoup travaillé. Il a fait deux voyages à Londres, et il y a rempli ses poches de guinées. Il a peint dans la manière de Vanvitelli, mais je le crois supérieur. »
— P.-J. Mariette, Abecedario, I (avant 1774), publié en 1851-1853
« 
Cet édifice [le pont du Rialto d'après le projet non réalisé de Palladio] loué à juste titre par son auteur, peint et ensoleillé par le pinceau de Canaletto, dont je me suis servi, fait un effet que je ne saurais vous dire, d'autant qu'il se reflète dans l'eau [...] Croyez bien que ne manquent à ce tableau ni les barques, ni les gondoles, traitées à la perfection par Canaletto, ni aucune autre chose susceptible de transporter le spectateur à Venise. Et je puis vous dire que même des Vénitiens ont demandé quel pouvait être ce site de la ville qu'ils n'avaient encore jamais vu. »
— F. Algarotti, Opere (Raccolta di lettere...), 1765
« 
Canaletto n'a aucune valeur, sauf celle d'imiter habilement la lumière et les ombres les plus banales. Canaletto n'a vu que les contours et la masse des édifices tremblant dans la vibrante chaleur des étés italiens; il n'y a plus de noirs, mais des ombres colorées, translucides et scintillantes de lumière [...] Ni moi ni personne n'aurions osé dire un mot contre lui : mais c'est en fait un petit et mauvais peintre, et il continue ainsi à multiplier et à augmenter partout les erreurs... »
— J. Ruskin, Modern Painters, 1843-1860
« 
Canaletto [graveur] ne cherche pas les noirs intenses; il est le maître des gris argentés, entre lesquels s'épanche à larges flots la lumière. Partout le papier apparaît. Incurvées comme de petites vagues, les tailles semblent calpoter; elles sont mouvantes, elles reçoivent et elles répercutent le soleil, elles donnent la sensation de l'atmosphère qui ondoie autour des formes et qui nous permet de les concevoir, non comme les figures sèches des épures délimitées par des aretes, mais comme des volumes plongés dans un milieu changeant [...] Mariette reproche sévèrement à Canaletto « sa touche trop égale et trop délicate ». Mariette est injuste. »
— H. Focillon, Piranesi, 1918
« 
L'opinion à l'égard du travail topographique de Canaletto a beaucoup changé. Longtemps il a passé pour un peu plus qu'un photographe; la tendance actuelle serait plutôt de l'accuser de fréquentes inexactitudes. Dans la plupart de ses toiles, il s'attache avec un soin étonnant à rendre les faits dans tous leurs détails. Les nombreux dessins de diagrammes attestent ce souci, en particulier ceux du carnet de croquis de l'Accademia [...]
Canaletto ne s'est pas limité à la topographie. Dans l'inscription sur le frontispice de ses eaux-fortes, il fait lui-même la distinction entre vues prises sur place et vues imaginées, renforcée à l'occasion d'annotations sur ses dessins telles que vue exacte ou vue d'après nature. Avec lui, la vue idéale prend deux formes principales: la vue imaginaire proprement dite, et le caprice, ou groupe de motifs identifiables tirés de divers édifices ou lieux et disposés dans une composition.  »
— W. G. Constable (en), Canaletto, 1962

## Principales œuvres
Le livre de Constable révisé par Links (Constable 1989) donne une liste exhaustive des œuvres de Canaletto. Il catalogue 521 peintures, beaucoup d'entre elles en plusieurs versions, 332 dessins (sans compter les cahiers d'esquisses). Canaletto a produit aussi 34 eaux-fortes. Il n'était d'ailleurs peut-être pas le seul auteur des tableaux qu'il a produit. En témoignent les différences de qualité au sein d'une même œuvre qui pourraient être le résultat d'un travail d'atelier.
Le plus riche collection d'œuvres est la collection royale d'Angleterre qui possède, à elle seule, 54 peintures, 143 dessins et la série la plus complète d'eaux-fortes : en 1762, Joseph Smith vend sa collection des vedute au roi George III. Il en fait la base de sa collection de peintures de Canaletto dans sa propriété du château de Windsor, la Royal Collection. Il y a beaucoup de tableaux de l'artiste dans autres collections britanniques, parmi lesquelles la Wallace Collection de Londres, et il y a un ensemble de vingt-quatre peintures dans la salle à manger de l'abbaye de Woburn, dans le Bedfordshire.

### Débuts (1723 - 1727)
- Le Grand Canal vers Rialto, vers 1723, 144 × 207 cm; Venise, Ca' Rezzonico.
- Bassin de San Marco depuis Giudecca, vers 1723, 141 × 154 cm; Cardiff, National Museum.
- San Cristoforo, San Michele et Murono depuis Fondamenta Nuove, 1722-1723, 144 × 151 cm; Musée d'art de Dallas
- Place Saint-Marc, 1723, 141 × 204 cm; Madrid, musée Thyssen-Bornemisza.
- Le Grand Canal, vu du Campo San Vio, 1723 ; Madrid, musée Thyssen-Bornemisza.
- Rio des Mendicanti, 1723, 143 × 200 cm; Venise, Ca' Rezzonico.
- Le Palais des doges, 1725, 65 × 86 cm; Columbus, Columbus Museum of Art.
- San Giovanni dei Battuti à Murano, vers 1725, 66 × 127 cm; Saint-Pétersbourg, musée de l'Ermitage.
- San Cristoforo, San Michele et Murano depuis Fondamenta Nuove, vers 1725, 66 × 127 cm; Saint-Pétersbourg, musée de l'Ermitage.
- Le Grand Canal vu du nord-est vers le pont du Rialto, vers 1725, 146 × 234 cm; Dresde, Gemäldegalerie Alte Meister.
- Campo Santi Giovanni e Paolo e Scuola Grande du San Marco, vers 1725, 125 × 165 cm; Dresde, Gemäldegalerie Alte Meister.
- San Giacomo du Rialto, 1725-26, 95 × 117 cm; Dresde, Gemäldegalerie Alte Meister.
- La Pointe de la douane, 1726-28, 46 × 62 cm; Vienne, Kunsthistorisches Museum.
- Riva degli Schiavoni depuis l'ouest, 1726-28, 46 × 62 cm; Vienne, Kunsthistorisches Museum.

### Maturité (1730 - 1742)

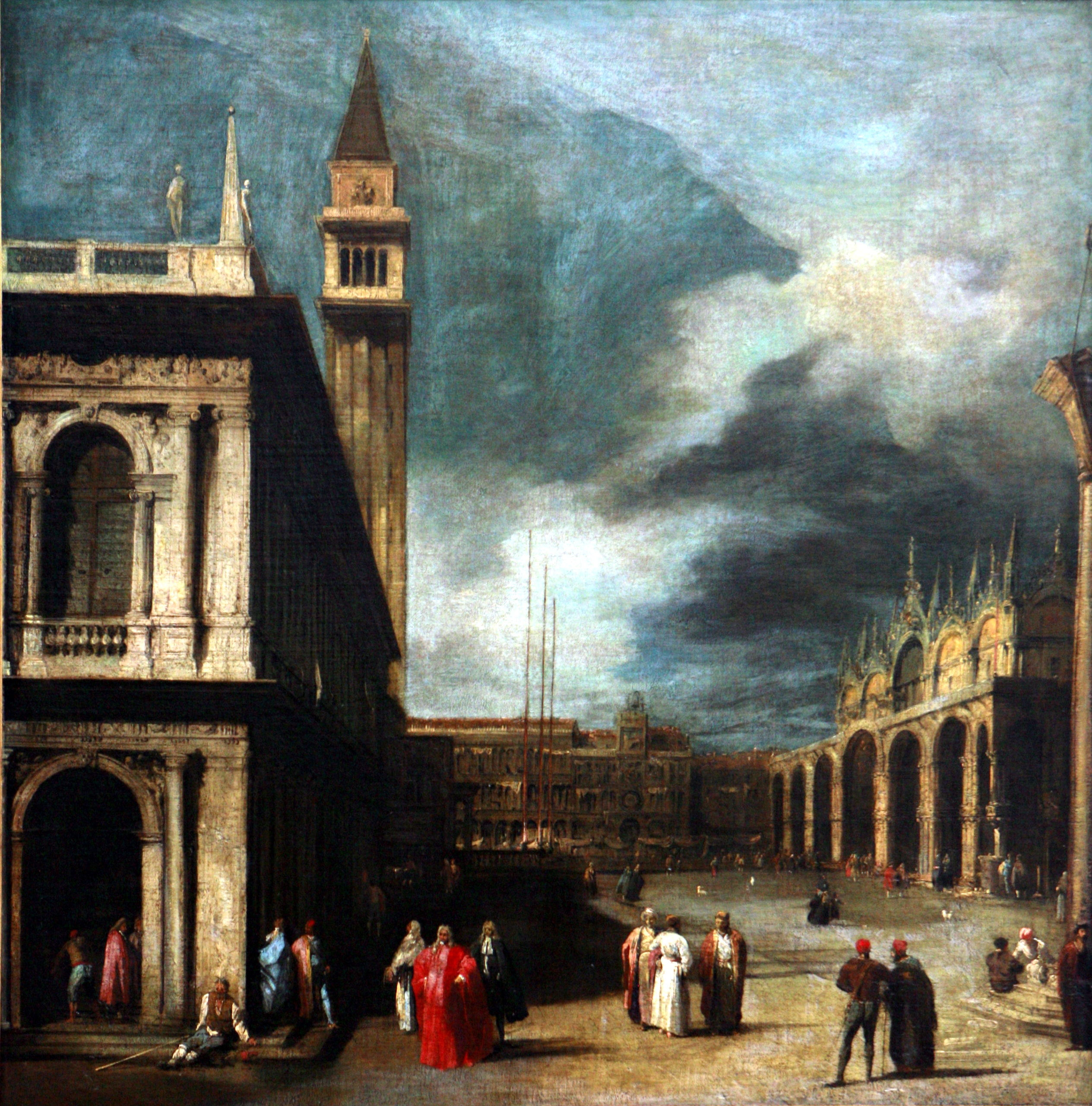
Venise, la Piazzetta San Marco, vers 1740.

- Le Bucentaure au Môle le jour de l'Ascension, 1729, 53 × 70 cm; Barnard Castle, Bowes Museum.
- L'Arrivée de l'Ambassadeur français au palais ducal, vers 1730, 181 × 260 cm; Saint-Pétersbourg, musée de l'Ermitage.
- Riva degli schiavoni vers l'est, 1730, 58 × 101 cm; Collection privée.
- L'Entrée du Grand Canal, Venise, 1730, 49,5 × 73,7 cm; Houston, musée des Beaux-Arts.
- Place San Marco, vers 1730, 68 × 112 cm; New York, Metropolitan Museum of Art.
- Le Fonteghetto della Farina, vers 1730, 66 × 112 cm; collection privée.
- Le Grand Canal, vers 1730, 61 × 90 cm, Bergame, Académie Carrara.
- Le Bassin de San Marco vers l'est, vers 1738, 125 × 204 cm, Boston, musée des Beaux-Arts.
- La Riva degli Schiavoni, 1730-31, 46 × 63 cm, Vienne, musée d'Histoire de l'art de Vienne.
- Le Grand Canal de Santa Maria della Carità au Bassin de San Marco, 1730-33, 48 × 80 cm; château de Windsor, Royal Collection.
- Régate sur le Grand Canal, vers 1732, 77 × 126 cm; château de Windsor, Royal Collection.
- Le Bucentaure au Môle le jour de l'Ascension, vers 1732, 77 × 126 cm; château de Windsor, Royal Collection.
- Intérieur de San Marco la nuit, vers 1733, 33 × 22 cm; château de Windsor, Royal Collection.
- La Piazzetta, 1733-35, 68 × 91 cm; Rome, Galerie nationale d'Art ancien.
- Le Grand Canal du pont du Rialto vers la Ca' Foscari, 69 × 94 cm; Rome, Galerie nationale d'Art ancien.
- Dol sur le Brenta, vers 1730-35, 80 × 96 cm; Stuttgart, Staatsgalerie.
- Le Bassin de San Marco, 1730-35, 54 × 71 cm; Milan, Pinacothèque de Brera.
- Le Môle, vu du bassin de San Marco, vers 1735, 47 × 81 cm; Paris, Louvre.
- Place San Marco vers la Basilique, vers 1735, 76 × 114 cm; Cambridge, Fogg Art Museum.
- Régate sur le Grand Canal, vers 1735, 117 × 187 cm; Londres, National Gallery.
- Le Doge à la fête de San Rocco, vers 1735, 147 × 199 cm; Londres, National Gallery.
- Place San Marco vers l'église San Geminiano, vers 1735, 68 × 93 cm; Rome, Galleria Corsini (it).
- Le Pont du Rialto depuis le sud, vers 1735, 68 × 92 cm; Rome, Galleria Corsini (it).
- Vue du Grand Canal, vers 1735, 73 × 129 cm; Cologne, musée Wallraf-Richartz.
- Place San Marco, angle nord-est, 1735-37, 132 × 165 cm; Ottawa, Musée des beaux-arts du Canada.
- Le Grand Canal vers le sud-ouest, vers 1738, 124 × 204 cm; Londres, National Gallery.
- Riva degli Schiavoni vers l'est, 1738-40, 110 × 185 cm; Milan, Pinacothèque du château des Sforza.
- Le Môle vers la Zecca avec la colonne de San Teodoro, 1738-40, 110 × 185 cm; Milan, italie.
- Place San Marco vers le sud-est, 1735-40, 114 × 153 cm; Washington, National Gallery of Art.
- Le Brenta à Padoue, 1735-40, 62 × 109 cm; Washington, National Gallery of Art.
- Le Bassin de la Giudecca, vers 1740, 130 × 191 cm; Londres, Wallace Collection.
- Venise, la Piazzetta San Marco, vers 1740, huile sur toile; Brest, musée des Beaux-Arts de Brest.
- Padoue, Prato della Valle, vers 1742, 39 × 87 cm; Milan, musée Poldi-Pezzoli.

### Angleterre (1746 - 1755)
- Westminster Bridge, 1746, 96 × 137 cm; New Haven, Centre d'art britannique de Yale.
- Vue de la Tamise et de la City sous un arc de Westminster Bridge, 1746-47, 57 × 95 cm; collection privée.
- La Tamise et la City, 1746-47, Prague, Galerie nationale.
- La Tamise et la City depuis Richmond House, 1747, 105 × 117 cm; collection privée.
- Warwick Castle, côté sud, 1748, 75 × 120 cm; Madrid, musée Thyssen-Bornemisza.
- Le parc de Badminton depuis Badminton House, 1748-49, 86 × 122 cm; Badminton House, collections des ducs de Beaufort.
- L'Abbaye de Westminster avec la procession de l'ordre du Bain, 1749, 99 × 101 cm; Londres, abbaye de Westminster.
- Château de Warwick Castle, côté est, 1751, 73 × 122 cm; Birmingham, Birmingham Museum and Art Gallery.
- La Rotonde de Ranelagh, 1754, 46 × 75 cm; Londres, National Gallery.
- Capelle de Eton College, vers 1754, 61 × 107 cm; Londres, National Gallery.
- Vue du pont de Walton, 1754, 48 × 76 cm; Londres, Dulwich Picture Gallery.

### Dernières années
- Palais des doges et Place San Marco, vers 1755, 51 × 83 cm, Florence, musée des Offices.
- Le Grand Canal vu du sud-ouest du Campo Santa Sofia au pont du Rialto, vers 1756, 119 × 185 cm, Berlin, Staatliche Museen.
- Capriccio avec ruines et édifices classiques, vers 1756, 91 × 124 cm, Milan, Museo Poldi Pezzoli.
- Caprice avec édifices palladiens, (Capriccio palladiano), 1756-1759, 56 × 79 cm, Parme, Galleria Nazionale.
- Place San Marco vers le sud-ouest, 1755-1759, 67 × 102 cm, Hartford, Wadsworth Atheneum.
- Place San Marco vers l'est vue de l'angle nord-ouest, vers 1760, 46 × 38 cm, Londres, National Gallery.
- Place San Marco vers l'est vue de l'angle sud-ouest, vers 1760, 45 × 35 cm, Londres, National Gallery.
- La Veillée nocturne au bord de Santa Marta, vers 1760, 119 × 187 cm, Berlin, Staatliche Museen.
- La Veillée nocturne à San Pietro di Castello, vers 1760, 119 × 187 cm, Berlin, Staatliche Museen.
- Le Campo du Rialto, vers 1758-1763, 119 × 186 cm, Berlin, Staatliche Museen.
- Perspective avec portique, 1765, 131 × 93 cm, Venise, Gallerie dell'Accademia.

### Canaletto en France

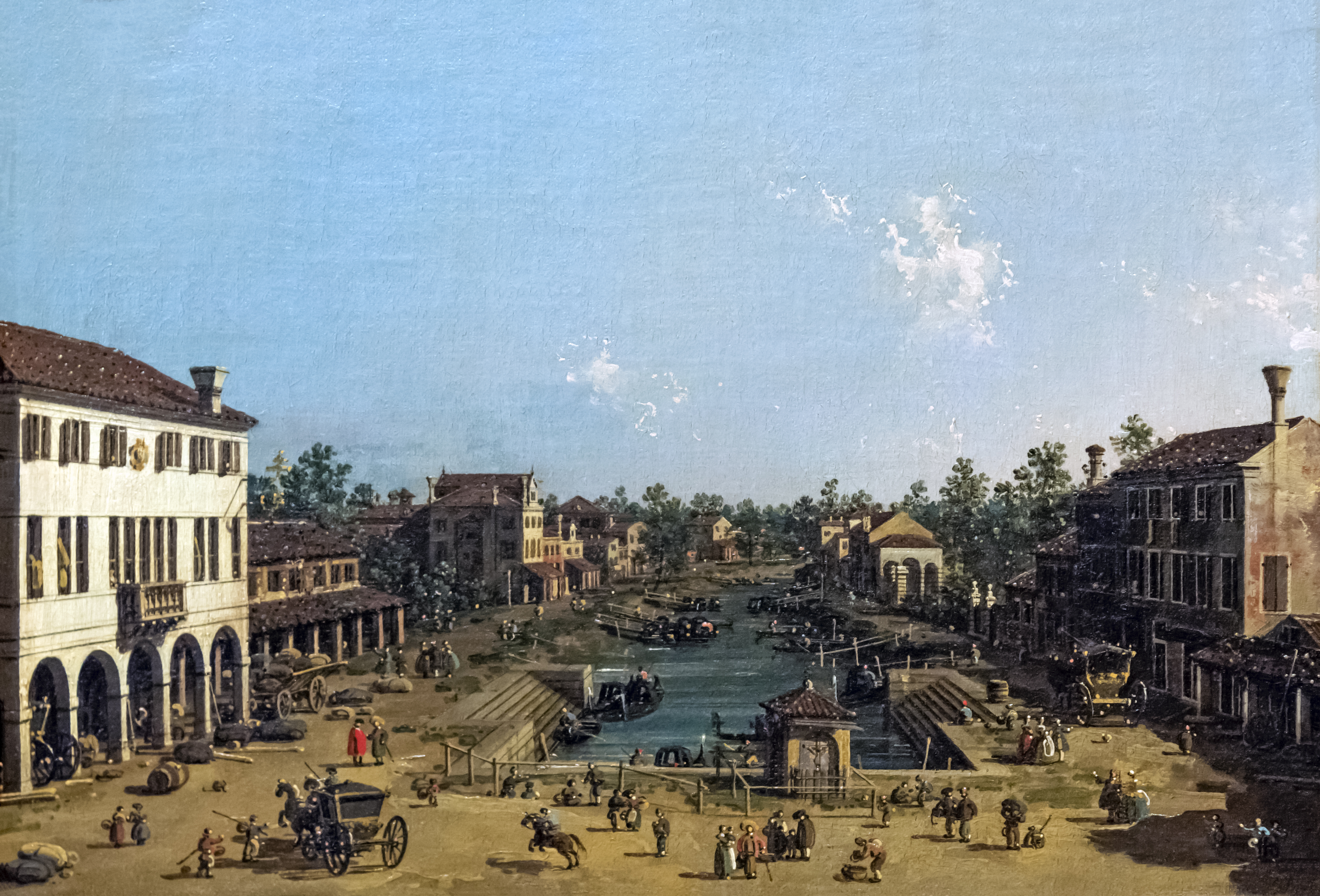
Vue de Mestre à la Fondation Bemberg, à Toulouse.

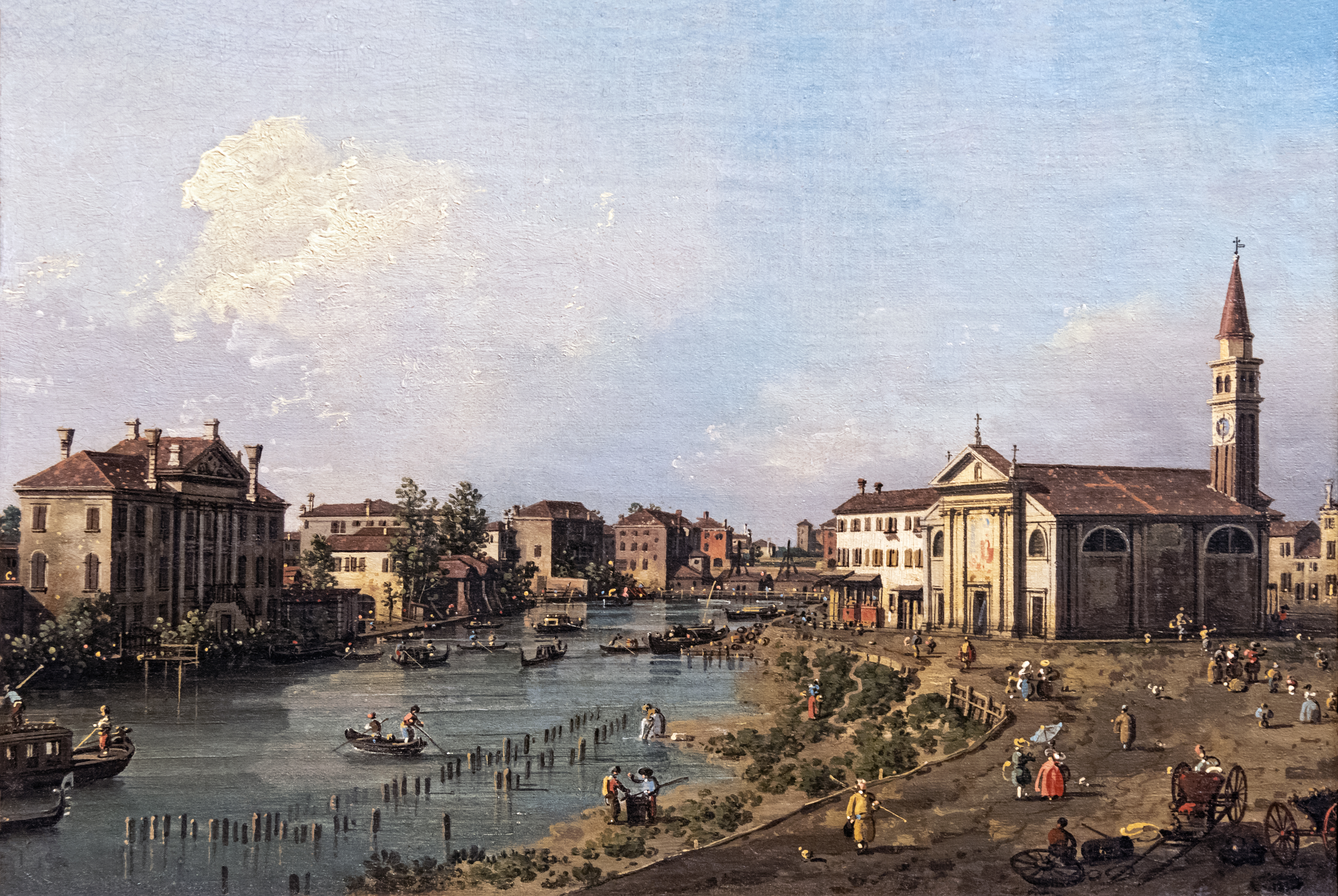
Vue de Dolo à la Fondation Bemberg, à Toulouse.

D'après Kowalczyk 2012, p. 43-44, sont conservés en France les tableaux suivants de Canaletto : 
- au Louvre :

— Le Môle, vu du bassin de San Marco C/L 102 que Constable ne juge pas autographe; une réplique du tableau de la Galleria degli Uffizi de Florence, début des années 1730 ;
— Le Pont du Rialto, donation Hélène et Victor Lyon ;
— L'Église de la Salute, donation Hélène et Victor Lyon ;
- au musée Jacquemart-André : La Place Saint-Marc, vers l'est, vers 1740 et Le Grand Canal, du palais Dolfin-Manin au Rialto, vers 1740 ;
- au musée Cognac-Jay : Le Canal de santa Chiara, vers le sud-est et Le Grand Canal vu du pont du Rialto, vers 1740 ;
- au musée de Grenoble : L'Entrée du Grand Canal, avec Santa Maria della Salute et le canal de la Guidecca, vue de l'extrémité occidentale du Môle, 1722 ;
- au musée des Beaux-Arts de Strasbourg : Vue de l’église de la Salute depuis l’entrée de Grand Canal, vers 1727, peinture sur cuivre.

Selon Bellier de la Chavignerie, le musée des Beaux-Arts de Chartres possédait en 1893 Place Saint-Marc, à Venise, une toile de 72 × 97 cm, don de M. de Bassoncourt en 1892.
La Fondation Bemberg conserve par ailleurs une Vue de Mestre et une Vue de Dolo, réalisées après 1755.
Dans la maison  Emmanuel Lansyer à Loches , une plaque de cuivre originale de Canaletto est exposée.